# Liste der Straßen und Plätze in Berlin-Hermsdorf

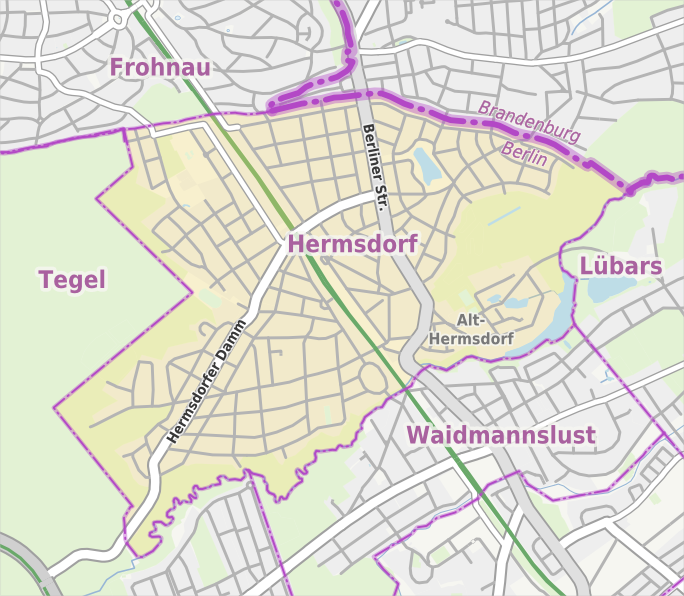
Übersichtskarte von Berlin-Hermsdorf

Die Liste der Straßen in Berlin-Hermsdorf stellt die im Berliner Ortsteil Hermsdorf liegenden Straßen mit ihren historischen Bezügen dar. Gleichzeitig ist diese Zusammenstellung ein Teil der Listen aller Berliner Straßen und Plätze.

## Überblick

### Allgemeines
Der Ortsteil Hermsdorf hat 16.607 Einwohner (Stand: 31. Dezember 2024) und umfasst den Postleitzahlenbereich 13467.
Im Ortsteil gibt es vier gewidmete Plätze und 107 Straßen, von denen sich sechs in den Nachbarortsteilen fortsetzen oder teilweise dort liegen. Die gesamte Länge der hier aufgeführten Hermsdorfer Straßen beträgt 53,0 Kilometer, amtlich sind 55,4 Kilometer für den Ortsteil genannt.
Das Hauptstraßensystem mit übergeordneter Bedeutung in Hermsdorf besteht aus der Berliner Straße (B 96) in Nord-Süd- und dem Hermsdorfer Damm in Ost-West-Richtung. Die Frohnauer Straße (Busverkehr über den Falkentaler Steig) und die Burgfrauenstraße sind dagegen von regionaler Bedeutung als Verbindung nach Frohnau.

### Beschreibung des Straßensystems
Noch um 1900 war Hermsdorf eine kleine märkische Landgemeinde, deren Hauptstraße (seit 1902 Berliner Straße) als Chaussee durch den alten Ortskern vorbeiführte. Die davon abgehende Landstraße nach Schulzendorf kreuzt ortsfern eine Chaussee im Verlauf des heutigen Hermsdorfer Damms und trifft in Höhe des Bahnhofs Hermsdorf auf die Chaussee nach Oranienburg. Das Straßensystem ist durch Trassen geprägt, die insbesondere nach 1877 durch den Anschluss an die Bahnlinie Berlin–Neustrelitz und ab 1925 durch die Eröffnung einer S-Bahn-Station nach Oranienburg zu einem Siedlungsort für Berliner Sommergäste wurde.
Der historische Dorfkern um Alt-Hermsdorf und die Lage des Gutes erforderte für die Durchgangsstraße – die Hennigsdorfer Chaussee – einen Bogen nach Westen. Die Anlage der Bahnlinie vor dem Ausbau des Straßensystems führte dazu, dass einige Straßen parallel zur Bahnstrecke und getrennt durch sie verlaufen. Für die Straßenplanungen um Hermsdorf bis zur Eingliederung in Groß-Berlin im Jahr 1920 wirkte sich die damalige anders liegende Grenze zu Tegel und die Zugehörigkeit zum Amtsbezirk gemeinsam mit Dalldorf, Lübars und Waidmannslust aus.
Als 1898 eine Solquelle in Hermsdorf (Mark) erbohrt wurde, sollte der Ort zur Kurstadt werden. An der Kurhausstraße entstand das „Kurhaus Hohenzollernbad“ (seit den späten 1990er Jahren „Vivantes Krankenhaus Wiesengrund“). Diese Solquelle versiegte bereits um 1908, aber in einigen Straßennamen ist die Erinnerung erhalten. Die vor 1910 angelegten Straßen der Landgemeinde zeugen von den Erwartungen auf ein Aufstreben als Kurort, die geringe Bebauung nach dem Übersichtsplan Hermsdorf und Lübars-Waidmannslust, insbesondere im Kurviertel (westlich der Bahnlinie) gibt Zeugnis von der nachfolgenden schwachen Nachfrage. Insbesondere östlich der Bahnlinie wurden Straßen zwar schon im heutigen Straßenraster angelegt, blieben jedoch lange Zeit ohne Bebauung. Negativ auf die Bebauung der oft schon vor 1902 angelegten Straßen wirkten die Kriegsereignisse ab 1914 und die nachfolgende Inflationszeit, sodass erst um 1935 die Anzahl der bebauten Grundstücke wesentlich zunahm. Infolge des Versiegens der Solquelle und der ab 1920 erfolgten Eingliederung von Hermsdorf als Ortsteil in Groß-Berlin wurden bereits angelegte und benannte Straßen in größerem Maße umbenannt. Am Kartenmaterial zeigt sich, dass die vor 1908 durch die „Hermsdorfer Boden-Aktien-Gesellschaft“ vergebenen Straßennamen nicht durchgehend oder eindeutig den unbebauten Straßen zugeordnet waren. So sind Seeblick-, Calvin- oder Wachsmuthstraße an verschiedenen Stellen angegeben gewesen, hinzu kommen einige nicht eindeutige Straßenführungen. Parzellierungen für Wohnbauten oder Restaurants aus der Solbadzeit wurden in den 1930er Jahren neu geplant. Neuangelegt wurde die nördliche (zu Frohnau hin liegende) Erweiterung der Fläche der „60er Straßen“ des Bebauungsplans zwischen Bahnlinie, Burgfrauen-, Berliner Straße und Hermsdorfer Damm, die 1930 benannt wurden und die im Gebiet des Gutes und Gutsparks liegenden „80er Straßen“ wurden 1939 benannt. Im Wesentlichen wurden zunächst die Grundstücke an den bestehenden und seit langem angelegten Straßen von Hermsdorf-West (Kurviertel), um den Bahnhof und um das Landschaftsschutzgebiet im Osten bebaut.

## Übersicht der Straßen und Plätze
Die nachfolgende Tabelle gibt eine Übersicht über die vorhandenen Straßen und Plätze im Ortsteil sowie einige dazugehörige Informationen.
- Name/Lage: aktuelle Bezeichnung der Straße oder des Platzes. Über den Link Lage kann die Straße oder der Platz auf verschiedenen Kartendiensten angezeigt werden. Die Geoposition gibt die Lage der ungefähren Mitte der Straßenlänge an.
- Im amtlichen Straßenverzeichnis nicht aufgeführte Verkehrswege sind mit * gekennzeichnet.
- Ehemalige oder nicht mehr gültige Straßennamen sind kursiv gesetzt. Für bedeutende ehemalige Straßen oder historische Straßennamen ist gegebenenfalls eine gesonderte Liste vorhanden.
- Länge/Maße in Metern:
Die in der Übersicht enthaltenen Längenangaben sind  gerundete Übersichtswerte, die in Google Earth mit dem dortigen Maßstab ermittelt wurden. Sie dienen Vergleichszwecken und werden, sofern amtliche Werte bekannt sind, ausgetauscht und gesondert gekennzeichnet.
Bei Plätzen sind die Maße in der Form a × b für rechteckige Anlagen und für (ungefähr) dreieckige Anlagen als a × b × c mit a als längster Seite angegeben.
Sofern die Straße auch in benachbarte Ortsteile weiterführt, gibt der Zusatz ‚im Ortsteil‘ an, wie lang der Straßenabschnitt innerhalb des Ortsteils dieses Artikels ist.
- Namensherkunft: Ursprung oder Bezug des Namens.
- Anmerkungen: weitere Informationen über anliegende Baudenkmale oder Institutionen, die Geschichte der Straße und historische Bezeichnungen.
- Bild: Foto der Straße oder eines anliegenden Objektes.

| Name/Lage                        | Länge/ Maße (in Metern)          | Namensherkunft | Datum der Benennung | Anmerkungen | Bild                                                                |
| -------------------------------- | -------------------------------- | --- | ------------------- | --- | ------------------------------------------------------------------- |
| Almutstraße (Lage)               | 0130                             | Almut, weiblicher Vorname | 9. Jan. 1961        | Die Straße liegt zwischen Berliner Straße und Alt-Hermsdorf. Sie wurde vor 1902 angelegt und hieß bis 1961 Kirchstraße. Die Kirche des Dorfs Hermsdorf stand auf dem Dorfplatz, wurde aber wohl im 18. Jahrhundert abgerissen. Die Umbenennung im Jahr 1961 ist in der Mehrdeutigkeit von Berliner Straßennamen seit der Bildung von Groß-Berlin im Jahr 1920 begründet. Die ruhige Wohnstraße ist an der südlichen Seite mit Einfamilienhäusern bebaut, an der Nordseite steht die neu errichtete Hermsdorfer Dorfkirche. | Almutstraße von Ecke Alt-Hermsdorf westwärts                        |
| Alt-Hermsdorf (Lage)             | 0250                             | Hermsdorfer Ortsteilkern | 31. Juli 1952       | Die Straße geht von der Seebadstraße in beiden Richtungen als Sackgasse ab. In der ruhigen Lage stehen gut erhaltene historische Wohnhäuser sowie das Heimatmuseum Hermsdorf. Mit der Besiedlung des Dorfs durch Berliner Bürger nach dem Bahnanschluss und dem wachsenden Straßennetz wurde die Dorfstraße noch vor 1902 in Hauptstraße umbenannt. Um die vielen Hauptstraßen nach der Bildung von Groß-Berlin zu verringern, wurden sie nach und nach – in Hermsdorf 1952 – durch Vorsetzen der Silbe „Alt-“ zum Namen der Ortsteile oder Ortslagen zu eindeutigen Straßennamen geformt. Das Heimatmuseum Reinickendorf entstand im Jahr 1980 im ehemaligen Schulhaus in Alt-Hermsdorf und ist nach über 60-jähriger Sammlungsperiode das zentrale Archiv zur Geschichte Reinickendorfs. Eine öffentlich nutzbare Präsenzbibliothek mit einem Bestand von etwa 4000 Büchern ergänzt das Heimatmuseum. In der Nähe der Kirche befinden sich in Alt-Hermsdorf 2/3, 8, 10, 11 und 27 noch Bauernhäuser, die aus der zweiten Hälfte des 19. Jahrhunderts stammen. | Alt-Hermsdorf Blick zum Heimatmuseum und Kirche                     |
| Am Buchenberg (Lage)             | 0190                             | Lage am Buchenberg | 21. Apr. 1936       | Als Straße 138 des Bebauungsplans trassiert, geht sie von der Martin-Luther-Straße als Sackgasse in einem (unvollendeten) Ring nordwestwärts. Sie liegt in der „Siedlung Heimgarten“. | Am Buchenberg                                                       |
| Am Dominikusteich (Lage)         | 0330                             | Dominikusteich, am Dominikuskrankenhaus | 7. Aug. 2009        | Die Straße wurde bei der Erschließung des Krankenhausgeländes für eine Eigenheimsiedlung angelegt. Sie führt von der Frohnauer Straße westwärts als T-förmige Sackgasse und Zufahrtsstraße zu den 35 Grundstücken 1–24 (fortlaufend, teilweise zusätzlich mit a geteilte Grundstücke). Die Straße endet im Osten am Gelände des Vivantes Humboldt-Klinikums (Wiesengrund). | Am Dominikusteich                                                   |
| Am Freibad (Lage)                | 0180 (im Ortsteil)               | Freibad Lübars am Ziegeleisee | 1. Feb. 1965        | Die Straße verläuft zwischen der Brücke am Südhofgraben und der Ortsteilgrenze über die Brücke am Ostufer des Tegeler Fließes. Sie setzt sich ostwärts nach Lübars fort. Die Straße war seit den 1910er Jahren als Verbindungsstraße (durch die „unverbaubare berühmte Fließtallandschaft“) nach Lübars und Rosenthal (damals noch im Verwaltungsbezirk Reinickendorf) projektiert. Im Adressbuch 1943 ist die Seebadstraße durchgehend bis an die Gemarkung Lübars angegeben, wobei östlich des Lotoswegs keine weiteren Grundstücke bebaut sind. | Am Freibad in Hermsdorf                                             |
| Am Lehnshof (Lage)               | 0320                             | Lage des Gutes Hermsdorf | 29. März 1939       | Die Straße wurde auf den Trassen von Straße 87, Straße 88 und dem südlichen Teil der Straße 86 des Bebauungsplans auf dem Gelände des Gutes Hermsdorf (vormals ein Lehnsgut), das bis zum 17. Jahrhundert ein Lehen war, angelegt. Die Straße liegt als 30er-Zone im Süden des ursprünglichen Dorfgebiets zwischen Berliner Straße und dem Rundlingssteig mit den Grundstücken Am Lehnshof 1–21 (ungerade) und 4–28 (gerade). Im Jahr 1943 waren sechs Einparteien- und vier Mehrparteienhäuser bereits bezogen, die weiteren Grundstücke noch unbebaut. | Am Lehnshof ostwärts vom Rundlingssteig                             |
| Am Pfingstberg (Lage)            | 0370 (im Ortsteil)               | Pfingstberg, Erhebung in dieser Gegend | 4. Aug. 1930        | Im Ortsteil befinden sich die Grundstücke 1–27a (ungerade) und 2–28 (gerade) zwischen Odilo- und Burgfrauenstraße. Am Pfingstberg setzt sich in Frohnau fort und wechselt am westlichen Ende des aus Brandenburg ragenden Entenschnabels die Ortsteile und berührt hier die Stadtgrenze. Die Straße wurde im Ortsteil als Straße 62 des Bebauungsplans trassiert und ist wie die anderen „60er Straßen“ im Viertel nördlich des Hermsdorfer Damms östlich der Bahnstrecke bereits im Adressbuch von 1925 vermerkt, in Frohnau war die projektierte Straße 121 des Frohnauer Bebauungsplans das Gegenstück. Im Adressbuch von 1935 ist die Straße zwischen Odilo- und Burgfrauenstraße auf den Grundstücken mit sechs Einfamilienhäusern bebaut, in Frohnau noch unbebaut. Während der Mauerzeit befand sich hier eine besondere Stelle von West-Berlin, wegen der Form „Entenschnabel“ genannt. Das nach 1990 neu bebaute mauerberührende Grundstück 30/32 liegt auf Frohnauer Gebiet, der Frohnauer Straßenverlauf etwas westwärts versetzt ist. | Am Pfingstberg                                                      |
| Am Ried (Lage)                   | 0410                             | Ried, Lage am LSG des (vormals hier liegenden) Großen Sees | 1. Juni 1962        | Die Straße mit einem östlichen Abzweig und davon einem nördlichen führt von der Seebadstraße nach Norden. Am westlichen Straßenrand befinden sich der Sportplatz und der Tennisplatz des VfB Hermsdorf. Nach Bebauungsplan liegt die Straße auf den Trassen von Straße 47 und Straße 49. Im Bereich der Straße Am Ried war seit den 1910er Jahren eine großzügigere Straßenführung vorgesehen. Straße 47 ist zwischen Alt-Hermsdorf (gegenüber der Kirche) und Seebadstraße (gegenüber Lotosweg) durchgehend eingezeichnet, Straße 49 ist später als Weg zum Sportplatz nördlich der Seebadstraße (gegenüber Seestraße) bis in das (nördlicher Abschnitt von Am Ried) LSG Fließtal hinein zur querliegenden Straße 48 angegeben. Diese Querstraße und die zu Straße 49 parallele Straße 50 (ebenfalls über Straße 47 hinweg bis Seebadstraße) wurden nicht realisiert, sie umschließen etwa das Gelände des Sportplatzes und führen durch das Schulgelände (Grundschule am Fließtal). Die (notwendige) Parzellierung des Schulte-Lauk'schen Geländes an der Seebadstraße stammt aus dem Jahr 1936. Am Straßenbeginn (vor dem Ostknick), vormals Straße 49 auch Weg zum Sportplatz, befindet sich der für Fahrverkehr abgesperrte Weg ins Landschaftsschutzgebiet (LSG Fließtal). Am nördlichen Abzweig (vormals verlängerte Straße 49) ist das LSG durch den Wendehammer vor den querstehenden Grundstücken 11f und 13g unzugänglich, im weiteren Verlauf des Abschnitts nach Osten grenzen alle nördlich der Straße liegenden Grundstücke an dieses Schutzgebiet. | Am Ried von Seebadstraße nordwärts                                  |
| Am Seeschloß (Lage)              | 0100                             | „Seeschloß“, noch in den 1960er Jahren hier vorhandene Gaststätte | 17. Juli 1959       | Die Straße liegt zwischen Juno- und Seebadstraße und auf der Trasse der Straße 378 des Bebauungsplans. Sie ist in Hufeisenform mit den Grundstücken 1–20a nummeriert und bebaut. Am Ort der ehemaligen Kegelbahn befinden sich sieben Reihenhäuser, dabei blieb der frühere Kegelhallenkopf mit der historischen Fassade erhalten. Das „Seeschloß“ war seit 1883 bis in die 1960er Jahre ein Ausflug- und Gartenlokal mit Tanzsaal und Kegelbahn. Eingerichtet wurde die Gaststätte in den Räumen der bankrotten „Cement- und Tonwarenfabrik Hermsdorf AG“, von der auch Ziegel für das Rote Rathaus geliefert worden waren. | Am seeschloß von der Seebadstraße aus                               |
| Am Waldidyll (Lage)              | 0300                             | Waldidyll, Siedlung mit antistädtischer Konzeption (Heimgart) | 4. Aug. 1930        | Auf der Trasse der Straße 2 des Bebauungsplans liegt diese Straße zwischen Schulzendorfer Straße und Zieselweg in der Siedlung Heimgart(en). 1935 sind neun der 26 Grundstücke unbebaut, auf den restlichen stehen bereits Einfamilienhäuser. | Am Waldidyll                                                        |
| Am Waldpark (Lage)               | 0350                             | Park am Waldsee | 16. Mai 1938        | Die Straße liegt westlich vom Waldseepark zwischen Solquellstraße und Hermsdorfer Damm. Sie wurde bereits vor 1908 in Lessingstraße nach dem jüdischen Gutsbesitzer Leopold Lessing benannt. Insbesondere hat er eine Solquelle erbohren lassen und beabsichtigte, Hermsdorf zu einer Kurstadt zu entwickeln. | Am Waldpark                                                         |
| Amandastraße (Lage)              | 0190                             | Amanda, weiblicher Vorname | 9. Jan. 1961        | Die Straße hieß bis 1961 Schönfließer Straße, da sie bereits vor 1908 als Ortsverbindung Richtung Schönfließ angelegt war. Sie verläuft zwischen Parkstraße und Veltheimstraße, wobei sie über letztere bis zur Stadtgrenze als Sackgasse führt. Die anschließende Joachimstraße in Glienicke/Nordbahn erschließt Neubauten auf dem ehemaligen Mauerstreifen und bietet Anschluss an die Karl-Marx-Straße und die Hauptstraße im Nachbarort. | Amandastraße                                                        |
| Amselgrund (Lage)                | 0460                             | Amselgrund, alter Flurname | vor 1908            | Die Straße 40 des Bebauungsplans ist auf einer Karte von 1908 für Hermsdorf in der Mark verzeichnet. Die Straße liegt parallel zum Hermsdorfer Damm zwischen diesem und der Schulzendorfer Straße. Für 1922 ist die Straße mit Bergmannsches, Schützesches und Arndtsches Haus und auf der forstabgewandten Seite mit dem Jahnkeschen und Tautenhahnschen Haus angegeben. Sie liegt zwischen Bismarckstraße, Forst, Hasensprung, Schulzendorfer, Martin-Luther-Straße und Forst, weitere Grundstücke waren vergeben aber unbebaut („Baustelle“). | Amselgrund                                                          |
| An den Fließtalhöfen (Lage)      | 0150                             | Fließtalhöfe, Flurbezeichnung, indirekt für wüst gewordene Bauernhöfe, Seit den 1990er Jahren eine werbende Siedlungsbezeichnung                                           | 3. Mai 1996         | Die Straße liegt zwischen Am Lehnshof und Alt-Hermsdorf, sie ist als Einbahnstraße nach Nord zu Alt-Hermsdorf hin ausgestaltet und eine Privatstraße auf einem durch Toreinfahrten gesperrten Privatgelände. Die Häuser auf den Grundstücken 2–56 (gerade) stehen östlich der Straße auf der eingezäunten Fläche zwischen Alt-Hermsdorf 9–11 und der südlich anschließenden Grünfläche am Tegeler Fließ. | An den Fließtalhöfen von Alt-Hermsdorf aus                          |
| Arnheidstraße (Lage)             | 0200                             | Arnheid, weiblicher Vorname | 9. Jan. 1961        | Die Margaretenstraße auf der Trasse von Straße 83 des Bebauungsplans war vor 1912 angelegt und wurde 1961 umbenannt. Sie liegt zwischen Auguste-Viktoria- und Schildower Straße. Für 1922 ist die Margaretenstraße noch als unbebaut verzeichnet. Im Adressbuch 1943 findet sich erstmals dieser Hinweis: „Amtliche Bezeichnung ist Frankeweg, aber die Straßenschilder sind noch nicht ausgewechselt“ und es sind neun Grundstücke als Parzelle oder Sommerhaus verzeichnet. Im LOR-Verzeichnis von 2013 sind die Grundstücke 1–11a (ungerade) und 4–12a (gerade) aufgenommen. | Arnheidstraße                                                       |
| Artemisstraße (Lage)             | 040 (im Ortsteil)                | Artemis, in der griechischen Mythologie die Göttin der Jagd, des Waldes und die Hüterin der Frauen und Kinder.                                                             | 9. Jan. 1961        | Die im Ortsteil unbebaute Straße (RBS Regionales Bezugssystem 346) liegt in Nord-Süd-Richtung zwischen Brandtstraße und der Ortsteilgrenze (Mitte des Tegeler Fließes). Der längere Abschnitt nach Süden bis zum Waidmannsluster Damm gehört zu Waidmannslust. Die vor 1902 angelegte Straße hieß, parallel westlich der Bahnlinie in Waidmannslust bis 1961 Kurhausstraße, während es im Ortsteil eine gleichnamige Straße in anderer Lage gab. | Baudenkmal Artemisstraße 10                                         |
| Auguste-Viktoria-Straße (Lage)   | 0600                             | Auguste Viktoria (1858–1921), letzte Deutsche Kaiserin | vor 1902            | Die Straße liegt zwischen der Wachsmuth- und Solquellstraße und führt über die Berliner Straße hinweg mit den Grundstücken 2–34a (fortlaufend) in Hufeisennummerierung. Sie wurde vor 1902 auf der Trasse der Straße 85 des Bebauungsplans angelegt und gehört zu den ersten Straßen im Neusiedlungsgebiet östlich der Bahnstrecke. Im Winkel der Straße mit Berliner und Waldseestraße war der Bau eines Rathauses für den Kurort Hermsdorf (Mark) projektiert. | Auguste-Viktoria-Straße von Schloßstraße aus                        |
| Backnanger Straße (Lage)         | 0260                             | Backnang, Stadt nordöstlich von Stuttgart, Baden-Württemberg | 1. Apr. 1962        | Sie liegt zwischen Hermsdorfer Damm und Heinsestraße mit den Grundstücken 1–21 (fortlaufend). Die Straße, vor 1902 als Moltkestraße angelegt. Wegen der zahlreichen gleichnamigen Straßen in Groß-Berlin ab 1920 wurden Straßen in Ortsteilen schrittweise umbenannt. Die Moltkestraße war eine Querstraße der Bismarckstraße. Für 1922 ist sie auf den Grundstücken 1–18 mit Mehrparteienhäusern bebaut, die Grundstücke zu beiden Seiten der Schramberger Straße (damals: Waldstraße) zur Bismarckstraße (heute: Hermsdorfer Damm) sind noch unbebaut. | Backnanger Straße                                                   |
| Bahnhofplatz (Lage)              | 00 50 × 20                       | Bahnhof Hermsdorf | vor 1938            | Zwischen 1935 und 1938 erhielt die Fläche vor dem 1899 errichteten Bahnhof der Berliner Nordbahn (anstelle des 1877 angelegten Haltepunkts) die Bezeichnung Bahnhofplatz. Der Vorplatz am Bahnhofsgebäude (Nordausgang) liegt auf der östlichen Seite der hochgelegten Bahnlinie und ist durch einen Fußgängertunnel mit dem Max-Beckmann-Platz verbunden. Der Platz besitzt eine baumbestandene Mittelinsel, um die der Busverkehr direkt zum Bahnhofseingang geführt ist, die Ostseite wird von der Glienicker Straße und deren Fortsetzung im nördlichen Abschnitt der Schloßstraße gebildet, am Platz mündet von Osten der Waldseeweg und von Südosten die Schloßstraße. Dem Platz selbst sind keine Grundstücke zugeordnet, der Bahnhof ist Schloßstraße 28a. | Bahnhofplatz                                                        |
| Bergstraße (Lage)                | 0090                             | Berg, Geländeprofil zum Wald ansteigend | vor 1902            | Die Bergstraße, als Straße 4 des Bebauungsplans entstanden, liegt im Kurviertel und ist im Adressbuch für Hermsdorf von 1902 verzeichnet. Sie schließt den südlichen Abschnitt des Glambecker Wegs (bis zum Forst) ein. In den 2010er Jahren verläuft die Bergstraße mit den Grundstücken 1–5 (fortlaufend) zwischen Falkentaler Steig und Kurhausstraße, da der westliche Abschnitt auf dem Gelände des Krankenhauses liegt. Die Straße setzt sich (ohne Namen) und intern zwischen Dominikuskrankenhaus und Vivantes Humboldt-Klinikum Wiesengrund fort, im Weiteren trennt die verlängerte Trasse die Carl-Bosch-Oberschule (und Wiesengrund-Schule) vom hinteren Gelände des Dominikuskrankenhauses (Frohnauer Straße 82). Im Jahr 1922 ist die Straße noch nicht bebaut, außer (mit der Anmerkung „gehört zu Kurhausstraße 34“) dem Krankenhaus der Dominikanerinnen, der Verlauf ist zwischen Albrechtstraße und Gemarkung Tegel angegeben: Albrecht-, Kurhaus-, Hennigsdorfer, Frohnauer Straße, Tegel. Für 1943 ist sie zwischen Falkentaler Steig und Hennigsdorfer Straße (später in Verlängerung der Drewitzer Straße) mit Einparteienhäusern auf den Grundstücken 1–4 bebaut und das Krankenhaus unter Bergstraße 26 eingetragen. Die Bergstraße selbst hat nur einen Anstieg von 20 Zentimeter, jedoch sind es von Süden (Kurze Straße) fünf Meter auf 200 Meter Länge und im ursprünglichen Verlauf nach Westen fällt das Gelände zum Glambecker Weg um drei Meter ab. | Bergstraße                                                          |
| Berliner Straße (Lage)           | 1900                             | Straße nach Berlin | vor 1902            | Die Bundesstraße 96 verläuft im Ortsteil auf der Berliner Straße und wird nach Süden in Waidmannslust durch den Oraniendamm und nordwärts über die Stadtgrenze hinweg durch die Oranienburger Chaussee in Glienicke/Nordbahn fortgesetzt. Sie liegt zwischen (der Oraniendammbrücke über das) Tegeler Fließ und der Kreuzung mit Burgfrauen-/ Veltheimstraße. Die Chaussee zwischen Oranienburg und Berlin verlief westlich um den alten Ortskern. Durch den Entenschnabel am Nordende der Straße war die alte Verbindung bis 1990 durch die Berliner Mauer unterbrochen, seit dem Ende des 20. Jahrhunderts ist sie wieder eine verkehrsreiche Hauptstraße. Im Jahr 1922 sind die Grundstücke 1–13, 16 (an der Kirchstraße), 27 und 28 (an der Weißbachstraße), 30–48 (zwischen Auguste-Viktoria und Neue Bismarckstraße, ausgenommen „Restaurant Waldsee“), 52–71 (an der Gemarkung Glienicke) und auf der westlichen Straßenseite 78–88, 91–93, 95, 97–108 unbebaut. Diese Seite endet am Tegeler Fließ mit dem „Gasthof zur Mühle“ auf Parzelle 145. Diese Grundstücksnummerierung 1–145 ist erhalten geblieben. | Berliner Straße in Höhe Bertramstraße nordwärts                     |
| Bertastraße (Lage)               | 0420                             | Berta, weiblicher Vorname zu Bert | vor 1908            | Die Straße liegt an der Kleinhaussiedlung zwischen Bertram- und Veltheimstraße. Die Straße 47 des Bebauungsplans ist auf einer Karte von 1908 als Berthastraße mit th bereits namentlich eingetragen. Die Berthastraße blieb bis 1926 unbebaut, im Adressbuch 1927 sind drei bebaute Grundstücke angegeben. Und auch 1930 sind erst die Grundstücke 2, 3–5 und 22 bebaut. | Bertastraße                                                         |
| Bertramstraße (Lage)             | 1270                             | Bertram, männlicher Vorname zu Bertram | 10. Juli 1933       | Die ruhige Wohnstraße, überwiegend mit Einfamilienhäusern bebaut, liegt zwischen Berliner und Hedwigstraße. Die Straße endet an letzterer als Sackgasse direkt an einem Wanderweg, der durch das Landschaftsschutzgebiet mit dem Tegeler Fließ führt. 1933 wurden die vor 1908 angelegte Helenenstraße und die vor 1902 bestehende Weissbachstraße zusammengefasst und neu benannt. | Bertramstraße ostwärts der Berliner Straße                          |
| Bornepfad (Lage)                 | 0090                             | Johann Georg von dem Borne (19. Jahrhundert), Gutsbesitzer | 29. März 1939       | Die kurze betonierte Straße liegt im Bereich des alten Siedlungskerns zwischen Almutstraße und Rundlingssteig. Nach Bebauungsplan in der Trasse von Straße 86 ist der Pfad deren nördlicher Abschnitt. Die Straße ist mit Siedlungshäusern neueren Datums auf den Grundstücken 1–7 (ungerade) und 4–6 (gerade) bebaut. Bereits 1935 noch als Straße 86 stehen auf allen Grundstücken Gebäude. Der namensgebende Major Borne war vom 28. Januar 1816 bis 28. Juni 1816 Eigentümer des Hermsdorfer Gutes, 1826 war er in der Kanzlei der Generaldirektion der Seehandlung tätig und wohnte Große Georgen-Kirchgasse 33. | Bongepad südlich der Almutstraße                                    |
| Boumannstraße (Lage)             | 1010                             | Michael Philipp Boumann (1747–1803), deutscher Architekt und 1774–1787 Besitzer des Gutes Hermsdorf                                                                        | vor 1908            | Die Straße liegt zwischen Mühlenfeldstraße und Hermsdorfer Damm. Die Boumannstraße ist auf einer Karte von 1908 bereits namentlich angegeben und verläuft auf der Trasse von Straße 20 und Straße 29 des Bebauungsplans. Auf einer Karte der 1920er Jahre sind die Grundstücke auf beiden Seiten der Straße der Hermsdorfer Boden-Aktien-Gesellschaft noch unbebaut. Zwischen Elsenbruch- und Heidestraße befand sich zu dieser Zeit der (alte) Friedhof auf einem Gelände zu beiden Seiten der Straße. Dieser kleinste städtische Friedhof mit Laub- und Nadelbäumen sowie einigen freistehenden Skulpturen wurde 1879 mit der ersten Beisetzung eröffnet. Teile des Bestattungsplatzes wurden in den Folgejahren aufgehoben, der noch aktive Friedhof I mit seinen Grabanlagen und einer Kapelle befindet sich nördlich der Boumannstraße mit einem weiteren Eingang an der Schulzendorfer Straße 53. | Boumannstraße                                                       |
| Brandtstraße (Lage)              | 0650 (ovaler Vollring)           | Wilhelm Brandt (1846–1916), Landwirt, Kommunalpolitiker | vor 1908            | Die Straße, als Straße 18 des Bebauungsplans trassiert, bildet einen Ring und liegt zwischen Schulzendorfer und der Waidmannsluster Artemisstraße. Die Straße ist an der Außenseite des Rings mit den ungeraden Grundstücken 1–49 nummeriert und die Grundstücke 2–34 (gerade) befinden sich an der Innenseite des Ovals. Das Grundstück 16b hat einen Zugang von der Straße, die auf dem Grundstück 6 geteilten Bauten 6–6d sind von Innen zugänglich. Ein Weg führt innerhalb der Ringfläche Nord-Süd hindurch, hier liegen der Wernecke-, Brand- und der Lange Deichpfuhl. Die Brandtstraße ist 1908 bereits namentlich genannt, um 1912 ist der westliche Bogen als Kronprinzenstraße angegeben, jedoch 1921 ist die Brandstraße wieder in voller Länge als eingezeichnet. Brandt war von 1892 bis 1908 Gemeinde- und Amtsvorsteher in Hermsdorf im Zeitraum des Kurbetriebs in Hermsdorf (Mark). In seiner Amtszeit bekam der Ort 1901 Gaslaternen, und in der Hermsdorfer Kastanienallee wurde die Gasanstalt errichtet. 1908/09 wurde eine Wasserleitung verlegt und der Wasserturm gebaut. Als der Vorsteher Peter Christian Friedrich Witte aus Dalldorf 1902 verstarb, übernahm Brandt auch diesen Amtsbezirk, der sich aus Dalldorf, Lübars, Hermsdorf und Waidmannslust zusammensetzte. Sein Ehrengrab befindet sich auf dem Landeseigenen Friedhof Hermsdorf. | Brandtstraße                                                        |
| Burgfrauenstraße (Lage)          | 0990 (im Ortsteil)               | Burgfrauen, Bewohnerinnen einer Burg | 4. Aug. 1930        | Die verkehrsreiche Zufahrt von der B 96 nach Frohnau führt durch das Brandenburger Territorium am Entenschnabel bedingt im Bogen zunächst westwärts dann nach Norden nach Frohnau. Sie liegt zwischen Berliner Straße und Ortsteilgrenze (vor dem Otternweg an der Bahnlinie) im Ortsteil und führt in Frohnau noch zum Zeltinger Platz. Die nördlichen Grundstücke am Hermsdorfer Teil entlang der Stadtgrenze lagen während der Mauerzeit im Grenzgebiet zur DDR mit den Schwierigkeiten der damit verbundenen Randlage. 1910 wurde die auf der Trasse von Straße 112 des Bebauungsplans angelegte Straße passend zu umliegenden Straßen benannt, am 4. August 1930 wurde Straße 64 des Bebauungsplans in Hermsdorf, die Verlängerung der (Frohnauer) Burgfrauenstraße zwischen S-Bahn-Trasse und Berliner Straße, einbezogen. Im Ortsteil liegen die Grundstücke 53–133 (ungerade) und 60–132 (gerade), an der Straße stehen Ein- und Mehrfamilienhäuser. Für 1935 sind ab Grenze der Gemarkung Frohnau (nördlich) die Grundstücke 59–61, 71, 79, 87, 89, 101, 103, 107, 113–119 als bebaut, und auf der Südseite 60, 70, 74, 76, 86–94, 110 und 112 mit Einparteienhäusern genannt, alle anderen Grundstücke als Baustelle (mit Eigentümern aber unbebaut). | Burgfrauenstraße vom Loerkesteig nach Osten auf Hermsdorfer Gebiet. |
| Calvinstraße (Lage)              | 0240                             | Johannes Calvin (1509–1564), französischer Reformator in Genf, Begründer des Calvinismus                                                                                   | vor 1922            | Die Straße liegt parallel zur Melanchthonstraße zwischen Martin-Luther- und Forststraße. Der Straßenteil südlich vom Hermsdorfer Damm endet an einem straßenbreiten Wendeplatz zwischen einem Reihenhaus (Nr. 3–5b) und dem Siedlungshaus (Nr. 6) vor einer Rasenfläche mit drei Bäumen unter Fortführung der Gehsteigenur als Fußweg durch. Im Bebauungsplan ist sie als Straße 35 trassiert und auf dem Übersichtsplan von 1921 als Straße eingezeichnet, aber (im Gegensatz zur Melanchthonstraße) ohne Namen. Vor 1922 war ein andersgelegener Verkehrsweg in der Nähe auf Karten als Calvinstraße angegeben und danach als Straße 40 aufgeführt. Möglicherweise waren noch nicht alle Straßennamen endgültig festgelegt, zumal die um die Jahrhundertwende im Ergebnis des Kurbetriebs angelegten Straßen noch unbebaut waren. 1930 ist die Calvinstraße erst auf einem Grundstück bebaut. | Calvinstraße                                                        |
| Cecilienallee (Lage)             | 0120                             | Cecilie Auguste Marie (1886–1954), Kronprinzessin, Gattin des Kronprinzen Friedrich Wilhelm, des ältesten Sohns des letzten deutschen Kaisers Wilhelm II.                  | um 1922             | Die Cecilienallee ist eine Kleinpflasterstraße mit 30er-Zone und liegt zwischen Berliner und Solquellstraße, lediglich mit den Grundstücken 1–3 (fortlaufend) an der Südseite. Die Nordseite der Straße ist der Cecilienplatz. Vor 1922 wurde sie als Teil der Lessingstraße geführt, aber der nördliche Park ist bereits als Cecilienplatz benannt. Nach Bebauungsplan ist die Allee als Straße 80 projektiert worden. 1935 ist die Straße unbebaut, 1943 ist die Straße dann mit drei Wohnhäusern bebaut. | Cecilienallee                                                       |
| Cecilienplatz (Lage)             | 0110 × 60                        | Cecilie Auguste Marie (1886–1954), Kronprinzessin, Gattin des Kronprinzen Friedrich Wilhelm, des ältesten Sohns des letzten deutschen Kaisers Wilhelm II.                  | vor 1908            | Der Schmuckplatz schließt nördlich an die Cecilienallee und wird vom Ceciliengraben durchflossen, wobei dieser eine teichartige Erweiterung besitzt. Dieser Graben ist der Abfluss aus dem Waldsee. Der parkartige Platz ist unbebaut und als Geschützte Grünfläche ausgewiesen, zwischen Berliner und Solquellstraße verbindet die baumbestandene Grünfläche in der Breite zwischen Parkstraße und Am Waldpark den Waldseepark. Am Nordrand des Platzes schließt ein Fußweg den Schmuckplatz ab. | Cecilienplatz                                                       |
| Dohnensteig (Lage)               | 0240                             | Dohne, Fangschlinge unterschiedlicher Bauart | vor 1908            | Die Straße liegt zwischen Hermsdorfer Damm und Waldfriedenstraße mit den Grundstücken 1–17c (fortlaufend). Die Straße 41 des Bebauungsplans vor 1908 angelegt, ist 1922 noch unbebaut. Oft wurden Dohnen in großer Zahl einen Waldpfad als Dohnensteig entlang an den Bäumen befestigt. | Dohnensteig                                                         |
| Dr.-Ilse-Kassel-Platz (Lage)     | 0110 × 30 unregelmäßiges Viereck | Ilse Kassel (1902–1943), jüdische Ärztin und Widerstandskämpferin gegen das NS-Regime                                                                                      | 28. Sep. 2012       | Nachdem im Bezirk die hier tätig gewesene Ärztin bereits mit einem Stolperstein geehrt worden war, beschloss die BVV, den ehemaligen Schloßplatz neu zu benennen. Er ist eine alte Grünanlage, auf dem sich ein Kinderspielplatz befindet. | Dr.-Ilse-Kassel-Platz                                               |
| Drewitzer Straße (Lage)          | 0760                             | Drewitz, seit 1939 Stadtteil von Potsdam | 9. Jan. 1961        | Die Straße liegt im „Kurviertel“ zwischen Hermsdorfer Damm und Kneippstraße, über die sie als Sackgasse nach Norden bis an die Neubausiedlung am Dominikusteich weitergeht. In den 1920er Jahren bestand hier schon die Hennigsdorfer Straße, die im Hermsdorfer Adressbuch von 1907 mit Namen benannt ist und die an der Rückseite des Dominikanicus-Stifts bis zur Stolper Straße (heute: Falkentaler Steig) durchging, 1922 liegen Forst und Park und Baustellen an der Straße. 1935 und 1943 ist sie bis zur Bergstraße (die damals noch zum Forst durchging) und als bebaut verzeichnet, im weiteren Verlauf sind Anlagen angegeben. | Drewitzer Straße                                                    |
| Ehrenpfortensteig (Lage)         | 0100                             | Ehrenpfortenberg, Erhebung im Tegeler Forst | 4. Aug. 1930        | Die Straße liegt in der Siedlung Heimgarten zwischen Am Waldidyll und dem Forstrand. Am westlichen Ende der Straße im Forst liegt auf dem Grundstück 11 die Revierförsterei Hermsdorf, hier geht die Straße in eine Forststraße im Landschaftsschutzgebiet über. Gegenüber der Revierförsterei auf Hermsdorfer und Tegeler Gebiet liegt das Wildgehege. Im Bebauungsplan der Siedlung Heimgart ist sie als Straße Nr. 3 trassiert, bemerkenswert scheint es, dass diese Ortsrandstraße 1935 im Gegensatz zu ortsnäheren bereits nahezu komplett mit Einfamilienhäusern bebaut ist. | Ehrenpfortensteig                                                   |
| Elkesteig (Lage)                 | 0130                             | Elke, weiblicher Vorname | 25. Aug. 1939       | Der Elkesteig entstand 1939 aus der Umbenennung der Henriettenstraße und Einbeziehen von Straße 81 des Bebauungsplans. Er liegt mit neun Grundstücken (1–7 ungerade und 2–10 gerade) zwischen Bertram- und Schildower Straße, etwas östlich der Berliner Straße. 1935 war die Straße mit Grundstück 6 kaum bebaut und auch 1943 mit 4, 5, 7 war der Ausbauzustand nicht wesentlich. | Elkesteig                                                           |
| Elsenbruchstraße (Lage)          | 0700                             | Elsenbruch, feuchte Niederung mit Erlen im Bruch | vor 1908            | Die Straße liegt zwischen Mühlenfeld- und Forststraße. Beim Anlegen der Straße vor 1908 war auf dieser Trasse eine Schnellbahn vorgesehen, deren Endhaltestelle an der Forststraße gelegen hätte oder über eine Fortführung der Straße am Ausflugsrestaurant Waldschänke an der Ecke Bismarck-/Steinmetzstraße (Hermsdorfer Damm/Heidenheimer Straße) gelegen hätte. Jedoch 1922 ist die Straße noch unbebaut und ist über das Tegeler Fließ bis auf Waidmannsluster Flur zum Waidmannsluster Damm vorgesehen. Auf diesen Verlauf kann der Straßenname der Straße 27 des Bebauungsplans Bezug nehmen. Die Straße ist auf einer Karte von 1908 bereits namentlich angegeben. | Elsenbruchstraße                                                    |
| Elsestraße (Lage)                | 0550                             | Else, weiblicher Vorname | vor 1908            | Straße 69a, Straße 69b und Straße 90 des Bebauungsplans bilden die Trasse für die Straße, die bereits auf einer Karte von 1908 als Elsestraße namentlich angegeben ist. Die Straße liegt im Osten des Ortsteils zwischen Hedwigstraße und über die Veltheimstraße an die Stadtgrenze zu Glienicke/Nordbahn. Bis in die 1920er Jahre jedoch ist sie zwischen Hedwig- und Schildower Straße und ab Veltheimstraße vorgesehen, im späteren nördlichen Abschnitt ist die Wilhelmstraße bis in den Nachbarort angegeben. Daraus erklärt sich auch der Versatz der Straßenmitten von nahezu 30 Metern über die Schildower Straße hinweg. 1935 ist sie dann zwischen Hedwigstraße und über die Veltheimstraße zur Gemarkung Glienicke genannt und auf 25 Grundstücken von 40 bebaut. Die Straße mit breiten Gehsteigen und altem Baumbestand ist eine Straße, die nach der Wende 1990 als durchgehende Straße über den wiederbebauten Mauerstreifen hinweg neu ausgebaut wurde und Hermsdorf mit Brandenburg verbindet, sie geht in die Lessingstraße des Nachbarortes über. | Elsestraße                                                          |
| Falkentaler Steig (Lage)         | 1440                             | Falkenthal, zum Zeitpunkt der Benennung selbstständig, seit den 1990er Jahren Ortsteil von Löwenberger Land, Bundesland Brandenburg                                        | 18. Okt. 1937       | Im Adressbuch für Hermsdorf aus dem Jahre 1902 ist die Albrechtstraße enthalten, deren nordwestlich gelegener Teil und die anschließende Stolper Straße wurden 1937 in Falkentaler Steig umbenannt. Der Falkentaler Steig liegt zwischen Hermsdorfer Damm und Forst Tegel. Der Abschnitt vom Hermsdorfer Damm nach Nord und im westlichen Zweig bis nordwärts in die Frohnauer Straße hinein ist es eine regionale Hauptstraße mit der Buslinie 125, im Straßennetz von Berlin ist diese Bedeutung jedoch durchgehend für die parallellaufende Frohnauer Straße durchgehend ausgewiesen. Das Straßenstück zwischen Frohnauer Straße und Forst-Tegel (Ortsteilrand) (130–144 und 129–145) ist als Zufahrtsstraße ausgewiesen. Im Landhaus Falkentaler Steig 16 befand sich von 1926 bis 1930 das „Waisenhaus des Frauenvereins von 1833 zum Besten israelitischer Waisenmädchen“, von 1931 bis 1935 das „Jüdische Kinderheim und Jugendheim Hermsdorf“ und ab 1935 bis 1938 die „Synagoge des Jüdischen Religionsvereins für die nördlichen Vororte“. Der Loerkesteig, ein kleiner Weg, der vom Falkentaler Steig abgeht und über die S-Bahn nach Frohnau führt, erinnert an den Lyriker, Essayist und Literaturkritiker Oskar Loerke (1884–1941), der Lektor im S. Fischer Verlag und bis 1933 Sekretär der Sektion für Dichtkunst der Preußischen Akademie der Künste gewesen war. Eine Gedenktafel befindet sich an seinem Wohnhaus in der Kreuzritterstraße 8 in Frohnau. | Falkentaler Steig · Falkentaler Steig Ecke Hermsdorfer Damm         |
| Fellbacher Platz (Lage)          | 0080 × 60 halbrunder Platz       | Fellbach, Stadt bei Stuttgart, Baden-Württemberg | 1. Apr. 1962        | Der Platz liegt zwischen der Fellbacher Straße und dem S-Bahnhof Hermsdorf und wird durch die Heinsestraße geteilt. Die anliegenden Grundstücke 26–30 (gerade) sind der Fellbacher Straße zugeordnet, die als Einbahnstraße in Nord-Süd-Richtung den Platz passiert, die Heinsestraße ist durchgehend. Dies westliche Seite des Platzes ist als kleiner Park angelegt, hier steht ein restauriertes Café Achteck, der östlich gelegene schmucklose Teil des Platzes, eigentlich die Fortsetzung der Fellbacher Straße mit den Grundstücken 30a und 31, ist Standort eines Wochenmarktes und direkter Zugang zum S-Bahnhof. | Fellbacher Platz                                                    |
| Fellbacher Straße (Lage)         | 0380                             | Fellbach, Stadt bei Stuttgart, Baden-Württemberg | 1. Apr. 1962        | Die Straße liegt mit den Grundstücken 3–31 (fortlaufend) zwischen Hermsdorfer Damm und Heinsestraße (Fellbacher Platz), östlich vom Platz besteht noch ein Stück Straße (gesperrt für den Verkehr, Lieferverkehr frei) mit Zugang zum Fußgängertunnel am Südende des S-Bahnhofs Hermsdorf. Diese ruhige Wohnstraße mit Kopfsteinpflaster ist überwiegend mit Stadtvillen bebaut. Sie hieß bis 1962 Kaiserstraße. Die bereits im Adressbuch von 1907 verzeichnete Straße mit (anfangs) direktem Zugang zum Bahnhof Hermsdorf (Mark) wurde nach dem letzten Deutschen Kaiser Wilhelm II. benannt. An der Ecke zum Hermsdorfer Damm liegt das „Georg-Herwegh-Gymnasium“. | Fellbacher Straße                                                   |
| Fichtestraße (Lage)              | 0400                             | Johann Gottlieb Fichte (1762–1814), deutscher Philosoph | vor 1922            | Die Straße liegt zwischen Schulzendorfer und Heidenheimer Straße und verlängert die Heidestraße nordwärts. Auf unterschiedlichen Kartenmaterial ist die Trasse der Straße 22 des Bebauungsplans einerseits als nördlicher Teil der Kurfürstenstraße, andererseits ebenfalls als Heidestraße benannt. Im Adressbuch von 1922 ist sie als unbebaute Querstraße der Steinmetzstraße aufgeführt, noch 1930 unbebaut und 1935 sind drei Grundstücke und ein Neubau aufgeführt. Im 21. Jahrhundert sind die Grundstücke 1–33 (ungerade) und 2–30a (gerade) bebaut. | Fichtestraße                                                        |
| Fließtalstraße (Lage)            | 0090                             | Tegeler Fließ am Südende | vor 1922            | Die Straße geht von der Mühlenfeldstraße nach Süden als Sackgasse ab. Die Straße ist im Bebauungsplan als Straße 27a aufgeführt. Im Adressbuch von 1922 ist sie als unbebaute Straße aufgeführt und noch 1930 unbebaut Da südlich der Mühlenfeldstraße eine Seeanlage mit Strandpromenade projektiert war trug der Verlauf zeitweise den Namen Seeblick der dann 1922 aber schon auf die heutige Seeblickstraße übertragen ist. | Fließtalstraße                                                      |
| Fontanestraße (Lage)             | 0160                             | Theodor Fontane (1819–1898), Schriftsteller (Vertreter des poetischen Realismus)                                                                                           | vor 1908            | Die Straße 77 des Bebauungsplans ist auf einer Karte von 1908 bereits namentlich angegeben. Sie liegt zwischen Berliner und Solquellstraße. 1927 ist die Straße noch unbebaut. | Fontanestraße                                                       |
| Forlenweg (Lage)                 | 0120                             | Forlen, auch Kiefern, Nadelholzgewächsen | 9. Jan. 1961        | Die Straße liegt geht als Sackgasse ostwärts von der Ulmen- in Richtung Wachsmuthstraße ab, sie liegt im Viertel östlich vom Bahnhof. Die Straße endet in einem Wendeplatz für Fahrzeuge und geht als Fußweg zur Wachsmuthstraße durch. Als Ahornstraße – Straße 52 des Bebauungsplans – wurde sie schon vor 1908 zwischen Ulmenstraße und Schloßplatz angelegt und benannt. | Forlenweg                                                           |
| Forststraße (Lage)               | 0710                             | Forst, synonym meist für bewirtschafteter Wald | vor 1908            | Die Straße liegt zwischen Freiherr-vom-Stein-/Martin-Luther-Straße und Hermsdorfer Damm östlich parallel zu letzterem. 1922 ist die Straße auf der Trasse von Straße 34 und Straße 43 des Bebauungsplans noch unbebaut, die im 21. Jahrhundert mit den Grundstücken 1–61 (ungerade) und 2–76 (gerade) mit Villen, Wohn- und Geschäftshäusern bebaut ist. | Forststraße                                                         |
| Frankendorfer Steig (Lage)       | 0100                             | Frankendorf, Gemeinde auf der Ruppiner Platte, nördlich der Kreisstadt Neuruppin                                                                                           | 24. Aug. 1936       | Die Straße zwischen Frohnauer und Drewitzer Straße trug vor der Umbenennung die Bezeichnung Veltener Straße, im Adressbuch 1922 noch nicht genannt, ist sie 1930 mit einem bebauten und 1935 mit vier bebauten Grundstücken aufgeführt. Die Umbenennung 1936 steht wohl im Zusammenhang mit dem mehrfachen Vorhandensein des gleichen Straßennamens seit der Bildung von Groß-Berlin, da zum gleichen Datum in einer umfangreichen Umbenennungsaktion viele Berliner Straßen einen anderen Namen erhielten. | Frankendorfer Steig                                                 |
| Freiherr-vom-Stein-Straße (Lage) | 0570                             | Heinrich Friedrich Karl vom und zum Stein (1757–1831), preußischer Staatsmann und Reformpolitiker                                                                          | vor 1925            | Die nach Bebauungsplan projektierte Straße 17 erhielt nach 1921 bis 1925 ihren Namen. Die Straße liegt zwischen Heinse- und Forststraße. Im Gebiet westlich der Bahnlinie ist die Bebauung wohl die Bebauung bevorzugt vorangekommen, so ist die Straße 1935 nahezu bebaut. | Freiherr-vom-Stein-Straße                                           |
| Friedrichsthaler Weg (Lage)      | 0530                             | Friedrichsthal, 1930 selbstständige Gemeinde, seit den 1990er Jahren ein Ortsteil von Oranienburg, Brandenburg                                                             | 4. Aug. 1930        | Die Straße 5 nach Bebauungsplan wurde vor 1907 projektiert. Ab 1927 begann die Bebauung des zum Forst zu gelegenen Abschnitts westlich der Frohnauer Straße, der in den Adressbüchern ab 1928 ausgewiesen ist. Ab 1931 findet sich unter „Siedlung am Bergwald“ der Verweis auf die benannten Straßen: Friedrichsthaler, Klaushager, Klosterheider Weg und Kneippstraße. Die Friedrichstraße liegt im Kurviertel und ist schon vor 1907 bis zum Forst Tegel benannt und wohl auch angelegt. 1930 ist sie zwischen Albrecht- und Frohnauer Straße außer auf drei Grundstücken bebaut. 1930 erfolgte zusammen mit der Benennung der Straßen am Bergwald, wohl auch weil Friedrichstraße mehrfach in verschiedenen Teilen von Berlin vorhanden war, durch Friedrichsthal (als ähnlich klingend) ersetzt. Die Straße liegt zwischen Falkentaler Steig und Klaushager Weg, geht über letzteren als Sackgasse mit Durchfahrt zum Sportplatz der Carl-Benz-Oberschule und einem Fußweg in den Tegeler Forst. An der Nordwestecke Friedrichsthaler Weg / Falkentaler Steig lag vormals die Höhere Knabenschule. | Friedrichsthaler Weg                                                |
| Frohnauer Straße (Lage)          | 1020 (im Ortsteil)               | Frohnau, Nachbarortsteil im Bezirk Reinickendorf | vor 1908            | Als Straße 7 projektiert, ist die Frohnauer Straße auf einer Karte von 1908 namentlich eingezeichnet. Die Fortsetzung nach Frohnau war anfangs wenig ausgebaut, so heißt sie Waldweg nach Frohnau, Dorf Stolpe, Hennigsdorf und bis 1937 wurde die Straße in Frohnau Hermsdorfer Steige genannt. Die Straße mit den Grundstücken 2–82 und 106–110 (gerade) sowie 3–111 (ungerade) liegt zwischen Hermsdorfer Damm und über den Falkentaler Steig 70 Meter zur Ortsteilgrenze und setzt sich in Frohnau zum Sigismundkorso fort. | Frohnauer Straße                                                    |
| Gertrudstraße (Lage)             | 0440                             | Gertrud, weiblicher Vorname | vor 1908            | Sie liegt an der „Kleinhaussiedlung“ zwischen Veltheim- und Bertramstraße, wobei sie über letztere als Sackgasse zu den Grundstücken 1 und 25 weiterführt und direkt an einen Wanderweg der um den Großen Torfstich (Alter Hermsdorfer See) und durch das weite Landschaftsschutzgebiet mit dem Tegeler Fließ anschließt. Es ist eine ruhige Wohnstraße, die überwiegend mit Einfamilienhäusern bebaut ist. Die bereits auf einer Karte von 1908 namentlich angegebene Straße wurde auf der Trasse der Straße 75 des Bebauungsplans angelegt. | Gertrudstraße                                                       |
| Gisbertasteig (Lage)             | 0150                             | Gisberta, weiblicher Vorname zu Gisbert | 26. Sep. 1929       | Sie liegt zwischen Park- und Bertastraße. Schon vor 1908 wurde hier die Muthesiusstraße von der „Hermsdorfer Boden-Aktien-Gesellschaft“ angelegt, die 1929 bei der Umbenennung noch unparzelliert war. Auch 1935 war erst ein Grundstück bebaut; am östlichen Straßenende waren die Hermsdorfer Spiel- und Sportplätze vorgesehen. Im 21. Jahrhundert steht hier eine Kleinhaus-Siedlung. Am Westende befindet sich der Waldseepark. | Gisbertasteig                                                       |
| Glambecker Weg (Lage)            | 0500 (im Ortsteil)               | Glambeck, 1936 selbstständige Gemeinde nördlich der Stadt Joachimsthal, seit den 1990er Jahren Teil der Gemeinde Friedrichswalde, Landkreis Barnim, Bundesland Brandenburg | 13. Juni 1936       | Die projektierte Straße 2 war zwischen Berg- und Stolper Straße (im späteren Nord-Süd-Abschnitt) angelegt worden, durch die Verkürzung der Bergstraße im Bereich des Dominicus-Stiftes wurde deren westlicher Abschnitt zum südlich querlaufenden Teil des Glambecker Wegs. Die Straße liegt heute zwischen Frohnauer Straße (westwärts abgehend) und dem Falkentaler Steig, über den sie weiterführt. Die Grundstücke Glambecker Weg 44, 44a und 45 liegen in Frohnau mit Zugang am nördlichen Ende der Straße. Der Südrand der Grundstücke ist identisch mit der Ortsteilgrenze, die Straße selbst führt nicht in den Nachbarortsteil, sondern endet mit einem durch Nutzung der Gehwegbreite erweitertem Wendeplatz. | Glambecker Weg                                                      |
| Glienicker Straße (Lage)         | 0220                             | Glienicke/Nordbahn, Nachbarort, seit den 1990er Jahren zum Landkreis Oberhavel, Bundesland Brandenburg                                                                     | vor 1902            | Sie ist im Adressbuch von 1902 bereits verzeichnet. Die Straße verläuft die Ulmenstraße in Höhe Fußgängertunnel (Alter Tunnel) fortsetzend zwischen Wachsmuthstraße und Bahnhofplatz mit dem nördlichen Fußgängertunnel (am Bahnhof) mit den Grundstücken 1–12 (fortlaufend) entlang der hochgelegten Bahnstrecke. Die Grundstücke 1–5 liegen auf der Ostseite, 6 und 12 auf der Westseite gehören zum Bahngelände (vormals Güterbahnhof). Bis 1913 lag angrenzend die Bahn mit Vorortgleisen höhengleich zur Straße und der Bahnhof südlicher. Im zentralen Teil des (geplanten) Kurortes ist die Straße 1922 mit allen Grundstücken bebaut. | Glienicker Straße                                                   |
| Götzestraße (Lage)               | 0180                             | Zacharias von Götze, ehemaliger Hofmarschall und Rittergutsbesitzer im 17. Jahrhundert, Grundbesitzer in Hermsdorf                                                         | vor 1908            | Als Straße 33 projektiert, ist sie auf einer Karte von 1908 als Götzestraße bereits namentlich angegeben. Sie liegt zwischen Mühlenfeld- und Brandtstraße. 1922 ist die Straße noch unbebaut und 1935 sind zehn von 18 Grundstücken in Orientierungsnummerierung bebaut. | Götzestraße                                                         |
| Hedwigstraße (Lage)              | 0230                             | Hedwig, weiblicher Vorname | vor 1908            | Die Straße liegt zwischen Bertram- und Veltheimstraße. Als Straße 92 ganz im Osten vor dem LSG Fließtal an der „Freifläche Großer See“ projektiert, ist sie auf einer Karte von 1908 bereits namentlich angegeben. Von den östlichen Grundstücken gab es damals einen „unverbaubarer Fernblick nach Lübars und Schildow“. Im Jahr 1922 noch unbebaut, stehen 1935 auf fünf von 20 Grundstücken bewohnte Häuser. Die 20 Parzellen sind in Hufeisennummerierung angegeben. | Hedwigstraße                                                        |
| Heidenheimer Straße (Lage)       | 0650                             | Heidenheim an der Brenz, Stadt im Osten Baden-Württembergs an der Grenze zu Bayern, südlich von Aalen                                                                      | 4. Apr. 1961        | Die Straße wurde vor 1908 als Steinmetzstraße angelegt und 1961 umbenannt. Sie liegt zwischen Heinsestraße und Hermsdorfer Damm, über den sie bis an die Carl-Benz-Oberschule als Sackgasse mit Wendehammer heranführt, mit zwei Siedlungshäusern an der West- und einer Tankstelle an der Ostseite dieses Straßenstumpfs. Vormals befand sich hier das Restaurant „Waldschänke“. | Heidenheimer Straße                                                 |
| Heidestraße (Lage)               | 0360                             | Heide, Bezeichnung für einen Landschaftstyp | vor 1920            | Die Straße 22 und wohl teilweise Straße 22a wurden mit den umliegenden Straßen angelegt und in den 1920er Jahren als Haidestraße nördlich der Mühlenfeldstraße benannt. Der nördliche Teil könnte zeitweise als Kurfürstenstraße oder auch bis zur Steinmetzstraße angeführt sein. Die Straße ist 1927 noch unbebaut, 1935 in der Schreibung mit „ei“ ist sie zwischen Mühlenfeld- und Schulzendorfer Straße festgelegt mit Wohnhäusern auf den 26 Grundstücken. 1921 sind die Parzellen der „Hermsdorfer Boden-Aktien-Gesellschaft Berlin N.W.7“ südlich der Schulzendorfer Straße noch nicht geteilt. | Heidestraße                                                         |
| Heinsestraße (Lage)              | 0920                             | Heinse, im 19. Jahrhundert Hermsdorfer Grundbesitzer | 18. Okt. 1937       | Die belebte Wohn- und Geschäftsstraße zwischen Schulzendorfer Straße und Hermsdorfer Damm ist mit vielen kleinen Geschäften eine beliebte Einkaufsstraße am S-Bahnhof Hermsdorf mit Bahnhofszugängen am Max-Beckmann- und am Fellbacher Platz, an letzterem findet ein Wochenmarkt statt. An beiden Plätzen gibt es je einen Fußgängerdurchgang auf die andere Bahnseite. Heinse war Amtmann und von 1816 bis 1829 Eigentümer des Guts Hermsdorf. 1937 wurde der südliche Teil der Albrechtstraße mit der Roonstraße zusammen umbenannt. Die bereits vor 1902 angelegte Albrechtstraße ist benannt nach Prinz Albrecht von Preußen (Friedrich Wilhelm Nikolaus Albrecht (1837–1906)), die vor 1907 angelegte Roonstraße ist nach Bismarcks Kriegsminister Albrecht von Roon (1803–1879) benannt. Die Roonstraße ist für 1922 zwischen Schulzendorfer Straße, Kaiserstraße, Südeingang zum Bahnhof, Nordeingang zum Bahnhof, Wald-, Moltkestraße mit den Grundstücken 19–64 angegeben. Die Grundstücke 1–18 an der Schulzendorfer Straße existieren nicht, es folgen Feuerwehrdepot, Sportplatz und Turnhalle bis zum Südeingang des Bahnhofs, hier das „Restaurant Zur Hütte“, neben sieben Mehrparteienhäusern und einem Kohlelagerplatz (83–85) bestehen auch viele unbebaute Grundstücke. In einer Information des Bezirksamts heißt es, dass „in der parallel zur S-Bahn verlaufenden Heinsestraße“ zahlreiche Einkaufs- und Geschäftsstellen vorhanden sind, die abseits vom Metropolenstress alles bieten: Lebensmittelläden, Post, Banken, Ärzte, verschiedene Restaurants, Cafés, Imbissläden und auch zwei Buchhandlungen. | Heinsestraße 24: Feuerwache Hermsdorf                               |
| Hermsdorfer Damm (Lage)          | 2900 (im Ortsteil)               | Hermsdorf, Ziel von Tegel her | 11. März 1937       | Der Hermsdorfer Damm mit den Grundstücken 25–239 (ungerade) und 26–250 (gerade) liegt zwischen Park-/Marthastraße und der Grenze zu Tegel (Forst Tegel), die 620 Meter östlich der Anschlussstelle Hermsdorfer Damm liegt. Am Damm stehen Stadtvillen und einige Geschäftshäuser. Als Autobahnzubringer zwischen der A 111 und der B 96 auf der Berliner Straße und als Verbindung zwischen den Reinickendorfer Ortsteilen Tegel und Hermsdorf besteht ein starkes Verkehrsaufkommen. Auf der Trasse dieser Straße wurden bereits vor 1908 die Bismarck-, Neue Bismarck- und Waldseestraße angelegt. Wenigstens in den 1910er Jahren (vor der Eingemeindung nach Groß-Berlin) besaß der Straßenzug den Rang einer Kreis-Chaussee. Die Straße wurde von Tegel her angelegt und ist 1922 zwischen Albrechtstraße und der Gemarkung Tegel aufgenommen. Als Neue (teilweise auch Verlängerte) Bismarckstraße führt sie ostwärts weiter zwischen Albrechtstraße/ Nordbahn und Waldsee-/Lessingstraße. Die Trasse der Waldseestraße ist auf einer Karte von 1908 bereits namentlich angegeben, und für die 1920er Jahre zwischen Schloßstraße und Lessingstraße zur Hälfte der Grundstücke mit Einfamilienhäusern bebaut. Der Abschnitt westlich der Berliner Straße ist als Hauptstraße dem übergeordneten Straßennetz von Berlin zugeordnet, die östlichen 450 Meter sind ‚normale‘ Siedlungsstraße. | Jugendherberge Ernst Reuter am Hermsdorfer Damm                     |
| Hillmannstraße (Lage)            | 0300                             | Georg Hillmann († 20. Jahrhundert), Fleischermeister | vor 1902            | Die Straße liegt zwischen Schulzendorfer und Freiherr-vom-Stein-Straße. Sie ist im Adressbuch von 1902 bereits verzeichnet und 1922 schon weitestgehend bebaut. Hillmann ließ den Verkehrsweg 1894 anlegen, die Errichtung von Wohnhäusern begann etwa im Jahr 1900. Im Gebiet entstanden mehrere villenartige Mietwohnhäuser. 1902 war Hillmann Eigentümer der Grundstücke 8–10 und 19. | Hillmannstraße                                                      |
| Hohefeldstraße (Lage)            | 0770                             | Hohefeld, alte Flurbezeichnung | vor 1908            | Die Straße ist auf einer Karte von 1908 bereits von der Bismarckstraße nach Norden abgehend als Hohefeldstraße namentlich angegeben und 1922 ist die Straße erst mit zwei Häusern bebaut. Die Fortführung zur Burgfrauenstraße ist als Straße 59 projektiert worden und wurde wohl ab 1925 bebaut. Die „60er Straßen“ im Viertel nördlich des Hermsdorfer Damms östlich der Bahnstrecke sind schon 1925 im Adressbuch genannt. 1935 sind zehn Grundstücke bebaut, auf Nr. 19 (Ecke Interessentenweg) befand sich eine Baustelle für die „Hermsdorfer Zement- und Gipswarenfabrik A. Dieter G.m.b.H.“ und zwischen Oswinsteig und Burgfrauenstraße liegen eine Kiesgrube und Ackerland. Die Parzelle Hohefeldstraße 16/18 enthält den Hohefeldteich. | Hohenfeldstraße von der Burgfrauenstraße nach Süden.                |
| Hohenzollernstraße (Lage)        | 0250                             | Hohenzollern, Herrschergeschlecht, in Hermsdorf in der Mark insbesondere die preußischen Könige und deutschen Kaiser                                                       | vor 1908            | Sie ist im Adressbuch von 1902 bereits verzeichnet, parallel zu Friedrich- und Wilhelmstraße und quer zur Albrechtstraße. Die Namensgebung nach dem Geschlecht der Hohenzollern bezieht sich im Berliner Vorort Hermsdorf (Mark) insbesondere auf die Familie der preußischen König und das deutsche Kaiserhaus. Die Hohenzollernstraße liegt zwischen Falkentaler Steig und Drewitzer Straße und ist schon in den 1920er Jahren wenigstens teilweise bebaut. | Hohenzollernstraße                                                  |
| Jagowstraße (Lage)               | 0490                             | Ludwig Friedrich von Jagow (1770–1825), preußischer Generalmajor | vor 1921            | Sie liegt zwischen Schulzendorfer und Mühlenfeldstraße und führt über letztere noch 80 Meter als Sackgasse an die hier vorhandenen Grundstücke 30–34 (gerade) und 31 heran. Die Straße wurde als Straße 30 projektiert, ihre Bebauung dauert etliche Jahre. 1922 weist das Adressbuch noch keine Wohnhäuser aus, im Jahr 1935 sind 18 von den 33 Grundstücken bebaut. Jagow war zu Beginn des 19. Jahrhunderts Besitzer des Gutes Hermsdorf und war unter anderem für den Umbau des Marstalls in Berlin verantwortlich. Von einer Verbindungsstraße zur Egidystraße und der Kolonie Freie Scholle in Waidmannslust (damals Gemarkung Tegel) mit Anschluss an eine (westlicher) projektierte Gartenstadt Hermsdorf-West verblieb der Gehweg durch das Landschaftsschutzgebiet Fließtal mit dem Egidysteg über das Tegeler Fließ, dessen Südufer den Ortsteil begrenzt. | Jagowstraße                                                         |
| Jahnstraße (Lage)                | 0220                             | Friedrich Ludwig Jahn (1778–1852), Pädagoge und Initiator der Turnbewegung                                                                                                 | 1911                | Die Straße liegt zwischen Freiherr-vom-Stein- und Schulzendorfer Straße und wird im Nord-Süd-Abschnitt der Mühlenfeldstraße fortgesetzt. Als Straße 19 des Bebauungsplans wohl in der gesamten Länge bis an die Gemarkungsgrenze einschließlich des Abschnitts der Mühlenfeldstraße projektiert, ist die Jahnstraße bis zur Schulzendorfer Straße lediglich auf einem Grundstück bebaut. | Jahnstraße                                                          |
| Junostraße (Lage)                | 0130                             | Juno, Gattin des römischen Hauptgottes Jupiter | um 1922             | Die Straße mit den Grundstücken 1–6k, 7a zwischen Seestraße und über Am Seeschloß zum Gelände der ehemaligen Tongruben mit den zu Wohnhäusern umgebauten Gebäuden stammt aus der Zeit der Tonfabrik. Sie war zunächst eine Privatstraße westlich von der Seestraße abgehend und ist im Berliner Adressbuch von 1922 mit einem Durchgang zur Seebadstraße mit den Wohnhäusern 1–7 und einem Lagerschuppen angegeben. Im Haus 7 befindet sich das Restaurant Seeschloß, Junostraße 7a ist das Arbeiterwohnhaus der ehemaligen „Cement- und Tonwarenfabrik Hermsdorf AG“, das seit 1989 unter Denkmalschutz steht. Das Seebad am Teich der ehemaligen Tongruben ist als Badeanstalt und mit dem Clubheim der Schwimmvereinigung Berlin in Junostraße 1 im Adressbuch von 1943 noch aufgeführt. | Junostraße                                                          |
| Käthestraße (Lage)               | 0250                             | Käthe, weiblicher Vorname | um 1908             | Sie ist auf einer Karte von 1908 bereits namentlich angegeben und liegt zwischen Bertram- und Veltheimstraße. 1930 ist die Straße im Osten des Ortsteils noch unbebaut und 1935 sind 3, 9 und 11 bebaut. | Käthestraße                                                         |
| Klaushager Weg (Lage)            | 0620                             | Klaushagen, 1930 uckermärkischer Ort, der seit 2001 zur Gemeinde Boitzenburger Land gehört, Bundesland Brandenburg.                                                        | 4. Aug. 1930        | Die Straße liegt zwischen Klosterheider Weg über Friedrichsthaler Weg, über den sie als Sackgasse zu den Grundstücken 1–7 (gerade) und 2–6 (gerade) führt. Ab 1927 begann die Bebauung des westlich der Frohnauer Straße zum Forst zu gelegenen Geländes, das in den Adressbüchern ab 1928 als „Siedlung am Bergwald“ benannt ist. Bis auf sechs Grundstücke der 50 parzellierten waren 1935 bereits alle anderen mit Einfamilienhäusern bebaut oder als Garten vergeben und angelegt. | Klaushager Weg                                                      |
| Klosterheider Weg (Lage)         | 0660                             | Klosterheide, 1930 noch selbständiger märkischer Ort, heute Ortsteil von Lindow (Mark), Brandenburg                                                                        | 4. Aug. 1930        | Der Klosterheider Weg wurde für eine Siedlung angelegt, die in den Tegeler Forst hinein ausgebaut wurde. Noch bis 1930 gehörte das Gelände zu Tegel. Ab 1927 begann die Bebauung des westlich der Frohnauer Straße zum Forst zu gelegenen Geländes, das in den Adressbüchern ab 1928 als „Siedlung am Bergwald“ benannt ist. Die Straße liegt nach Norden L-förmig zwischen Klaushager Weg und Frohnauer Straße. Dabei führt sie mit dem nördlichen Abschnitt zur Frohnauer Straße als zweispurige Betonstraße mit Gehsteigen und großzügigen Vorgärten über den Klaushager Weg hinweg. Der westliche Abschnitt ist nördlich der Kneippstraße ein schmaler Verkehrsweg, an dessen Westseite der Forst grenzt, südlich davon ist er beidseitig bebaut und einschließlich der Gehsteige acht Meter breit. Sie entstand durch Zusammenführung der Straße 3, Straße 6 und Straße 7 des Bebauungsplans in Hermsdorf. 1935 sind 30 der etwa 50 parzellierten Grundstücke bereits bebaut. | Klosterheider Weg                                                   |
| Kneippstraße (Lage)              | 0560                             | Straße am Kneipp-Kurhaus, als „Hohenzollernbad“ angelegt, benannt nach Sebastian Kneipp                                                                                    | vor 1902            | Die Straße im Kurviertel liegt zwischen Friedrichsthaler Steig und Klosterheider Weg. Über diesen letzteren führt sie als straßenbreiter Fahrweg in den Forst hinein und endet 130 Meter vor der Grenze zu Tegel mit den Grundstücken 2a–2c und 4 an der Südseite der Straße über den Klosterheider Weg hinweg. Mit der Entdeckung der Solequelle 1898 wurde auf dem Gelände nördlich der Kneipp-Straße zur Albrechtstraße das Kurhaus des Hohenzollernbads hier errichtet. Da die Solequelle bereits nach zehn Jahren versiegt war und der Kurbetrieb endete, ist dieses „Kurhausviertel“ nicht im geplanten Maße aufgebaut worden. Die Straßen waren aber bereits um 1900 angelegt worden. Im Adressbuch 1943 sind noch Grundstücke als unbebaut oder mit Garten benannt. Ab 1927 begann die Bebauung des westlich der Frohnauer Straße zum Forst zu gelegenen Geländes, das in den Adressbüchern ab 1928 als „Siedlung am Bergwald“ benannt ist. Am 4. August 1930 wurde die über die Frohnauer Straße westwärtsgehende Verlängerung, Straße 4, in die Kneippstraße einbezogen. Straße 4 wurde in der Siedlung bis zum Klosterheider Weg projektiert und ausgebaut. Im Adressbuch 1930 sind die Grundstücke 1–21 (gerade) und 2–20 (gerade) zu Tegel gehörig angegeben und die Grundstücke um die Frohnauer Straße (außer 23/25) noch unbebaut. Die Kneippsche Kaltwassermethode wurde im Kurhaus mit Wasser der Solquelle angewandt. An der Nordwestecke Kurhaus-/ Kneippstraße liegt der Golzteich. | Kneippstraße                                                        |
| Kurfürstenstraße (Lage)          | 0910                             | Kurfürst, dem Kurfürstenkollegium stand seit dem 13. Jahrhundert das alleinige Recht zur Wahl des Römisch-deutschen Königs zu                                              | vor 1908            | Die Straße zwischen Heidestraße und Hermsdorfer Damm (in Höhe Waldspechtweg) wurde bereits zu Zeiten des Hermsdorfer Kurbetriebs angelegt und ist 1908 namentlich auf Karten eingezeichnet. 1922 ist die Straße noch unbebaut und der Ausbau der Parzellen ging nur langsam voran. Vorlage für die Namenswahl war in Hermsdorf (Mark), einem Ort der Mark Brandenburg, sicher der Große Kurfürst (1620–1688) als Vorbild. | Kurfürstenstraße                                                    |
| Kurhausstraße (Lage)             | 0800                             | Kneipp-Kurhaus | vor 1902            | Die Straße im Kurviertel liegt zwischen Wilhelmstraße und Falkentaler Steig, an der Straße liegt das Dominikuskrankenhaus und Wiesengrund der Vivantes-Kliniken. 1899 wurde auf Veranlassung von Lessing eine Solquelle entdeckt, die Hermsdorf zeitweilig den Charakter eines Kurortes verlieh. Sie erhielt den Namen Kaiserin-Augusta-Viktoria-Solquelle und soll stündlich 54 Liter Wasser gespendet haben. Das Kurhausgebiet liegt westlich der Bahnlinie, die Solquellstraße liegt östlich der Berliner Straße in Nähe vom Waldsee. Mit der Entdeckung der Solequelle wurde 1899 hier das Kurhaus Hohenzollernbad auf dem Gelände zur Kneippstraße errichtet. An der Nordwestecke Kurhaus-/ Kneippstraße liegt der Golzteich, | Kurhausstraße                                                       |
| Kurze Straße (Lage)              | 0090                             | geringe Straßenlänge | vor 1908            | Diese im Kurviertel als Verbindung zwischen Falkentaler Steig (damals Albrechtstraße) und Kurhausstraße angelegte Straße ist 1908 bereits namentlich genannt. Sie ist allerdings 1921 erst mit einem Grundstück bebaut und liegt gegenüber der Kinderheilanstalt. Angelegt wurde die Straße zum Zeitpunkt des aktiven Kurbetriebs in Hermsdorf, da allerdings die Solquelle nach zehn Jahren versiegt ist blieb die Bebauung bis in die 1930er Jahre aus. | Kurze Straße                                                        |
| Loerkesteig (Lage)               | 0090                             | Oskar Loerke (1884–1941), Lyriker, Essayist und Literaturkritiker | 1. Juli 1976        | Der kleine zwei Meter breite Fußweg (RBS 05435) liegt zwischen Falkentaler Steig und Burgfrauenstraße. Er verbindet diese beiden Straßen nach Frohnau über die S-Bahnstrecke auf der Fußgängerbrücke „Brücke am Falkentaler Steig“ (RBS 17251). Der Straßenname erinnert an den Lektor Oskar Loerke im S. Fischer Verlag, der bis 1933 Sekretär der Sektion für Dichtkunst der Preußischen Akademie der Künste gewesen war. Eine Gedenktafel befindet sich an seinem Wohnhaus in der benachbarten Kreuzritterstraße 8 in Frohnau. | Loerkesteig                                                         |
| Lotosweg (Lage)                  | 0650                             | Lotos, Seerosengewächs | 30. Aug. 1930       | Die Straße liegt zwischen See- und Seebadstraße. Nach Westen setzt sich der Lotosweg von der Seestraße (etwas nordwärts versetzt) als Sackgasse mit den Grundstücken 7–17 (ungerade) und 6–18 (gerade) fort und ist mit einem schmalen Fußweg zur Doraue am Westende von Alt-Hermsdorf (Nr. 12) verbunden. Die vorherige Straßenbezeichnung war seit vor 1902 Neptunstraße wegen der Lage zwischen den beiden Hermsdorfer Schwimmbädern, bei der Umbenennung wurde der Bezug zum Wasser mit der „Wasserpflanze“ ‚Lotos‘ wieder aufgegriffen. Die westwärts über die Seestraße gehende Straße 46 nach Bebauungsplan, 1930 noch unbebaut, wurde bei der Umbenennung in den Lotosweg einbezogen. | Lotosweg im Nordabschnitt                                           |
| Marthastraße (Lage)              | 0180                             | Martha, weiblicher Vorname. | vor 1908            | Die ruhige Wohnstraße zwischen Hermsdorfer Damm und Bertramstraße ist die überwiegend mit Einfamilienhäusern bebaut ist. Die Straße führt über letztere als Sackgasse direkt an einen Wanderweg durch das Landschaftsschutzgebiet mit dem Tegeler Fließ (Großer Torfstraße). Der Waldseepark, eine Grünanlage am Waldsee, liegt in unmittelbarer Nähe über den Hermsdorfer Damm hinweg. 1927 ist die Straße erst auf einem Grundstück bebaut. | Marthastraße                                                        |
| Martin-Luther-Straße (Lage)      | 0840                             | Martin Luther (1483–1546), theologischer Urheber der Reformation | vor 1907            | Die Straße liegt zwischen Schulzendorfer und Freiherr-vom-Stein-Straße nördlich parallel zum Hermsdorfer Damm in der Siedlung Heimgarten. Sie ist im Adressbuch von 1907 bereits verzeichnet und 1922 ist die Straße erst auf Nr. 42 mit einem Zweiparteienhaus bebaut. 1922 ist der Abschnitt bis an den Hermsdorfer Damm (Straße 16 des Bebauungsplans) noch nicht der Martin-Luther-Straße zugeordnet. 1935 ist sie zwischen Schulzendorfer und über Bismarckstraße (heute Hermsdorfer Damm) bis Forststraße angegeben, wobei teilweise Grundstücke als zur Bismarckstraße gehörend genannt sind, von den 53 Grundstücken der Martin-Luther-Straße sind 24 bereits bebaut. | Martin-Luther-Straße                                                |
| Max-Beckmann-Platz (Lage)        | 0050 × 50 × 50 (dreieckig)       | Max Beckmann (1884–1950), Maler, Graphiker, Opfer des NS-Regimes | 12. Feb. 1987       | Der Platz ist eine Rasenfläche mit Wegen und Bänken direkt vor dem Nordeingang zum S-Bahnhof Hermsdorf, es ist der Bahnhofsvorplatz östlich der Heinsestraße. Grundstücke sind dem Platz nicht zugeordnet, die anliegenden Gebäude gehören zur Heinsestraße. Durch den Bahndamm und unter dem Bahnhof führt ein Fußgängertunnel zum Bahnhofsplatz und dem Waldseeweg hindurch. Beckmann wohnte zwischen 1906 und 1914 in der Hermsdorfer Ringstraße und seine Kunst galt während der NS-Zeit als entartet. Ein großer Findling auf dem Platz ist als Denkmal für den Maler gestaltet. | Platz vom Bahnhofsausgang her                                       |
| Melanchthonstraße (Lage)         | 0410                             | Philipp Melanchthon (1497–1560), Philologe, Philosoph, Humanist, Theologe, Lehrbuchautor und neulateinischer Dichter                                                       | vor 1907            | Die Straße zwischen Forst- und Ringstraße ist im Adressbuch von 1907 bereits unter diesem Namen verzeichnet und über die Ringstraße bis zum Wald eingezeichnet. Sie liegt die Martin-Luther-Straße und den Hermsdorfer Damm kreuzend in der Siedlung Heimgarten Nördlich vom Hermsdorfer Damm eine gepflasterte Siedlungsstraße, ist im Süden die Ausfahrt zum Damm durch eine angelegte Rasenfläche gesperrt, der Belag ist aus Betonplatten, wobei durch verringerte Gehsteigbreite ein Wendehammer angelegt ist. 1922 ist noch vermerkt, dass hier zur Forststraße und zwischen Martin-Luther- und Ringstraße Forst liegt, Nr. 3, 6 und 7 sind bebaut. 1935 ist die Hälfte der parzellierten Grundstücke bebaut. | Melanchthonstraße                                                   |
| Mühlenfeldstraße (Lage)          | 1560                             | Mühlenfeld, früher das Gelände um die Mühle | vor 1908            | 1922 ist die Straße noch unbebaut. Die aktuelle Straßenführung verläuft in einem West-Ost-Abschnitt im Süden des Ortsteils zwischen Hermsdorfer Damm und am „Weg zum Fließ“ und weiter in einem Süd-Nord-Abschnitt zur Schulzendorfer Straße. Bis um 1930 ist der Name für die projektierten Verläufe von Straße 21 und Straße 22 des Bebauungsplans zeitlich nicht durchgehend oder nicht eindeutig festgelegt gewesen, obwohl sie auf einer Karte von 1908 bereits namentlich angegeben ist. So war anfangs die Fläche noch nicht parzelliert, dafür finden sich die Bezeichnungen Zur freien Scholle in der projektierten „Gartenstadt Freie Scholle / Hermsdorf West“, Wynsstraße oder auch durchgehend auf dem Verlauf der heutigen Jahnstraße. 1935 ist der Verlauf in den Grundstücken 1–121 (ungerade) Bismarckstraße, Forst-, Jagow-, Elsenbruch-, Heide-, Boumannstraße, dann Baustellen und 2–118 (gerade) Baustellen, Forst-, Jagow-, Elsenbruch-, Fließtalstraße, Weg zum Fließ, Straße 33a, Götze-, Wernicke-, Schulzendorfer/Jahnstraße. Auf der Karte von 1699 mit der Feldmark von Hermsdorf ist südwestlich vom heutigen Dorfkern das „Mühlenfeld“ an der Lübarser Grenze zu erkennen. Der Straßenname, nun westlich der Bahnlinie, ist wohl werbewirksam, jedoch nicht nach der Lage gewählt worden. | Mühlenfeldstraße                                                    |
| Odilostraße (Lage)               | 0680                             | Odilo, männlicher Vorname | 4. Aug. 1930        | Der als Straße 61 des Bebauungsplans angelegte Verkehrsweg verläuft zwischen Berliner und Hohefeldstraße. Die „60er Straßen“ im Viertel nördlich des Hermsdorfer Damms östlich der Bahnstrecke sind 1925 im Adressbuch ausgewiesen und 1927 schon auf einzelnen Grundstücken bebaut. Ungeklärt bleibt, ob der Straßenname allgemein nach dem männlichen Vornamen oder speziell nach dem Benediktinermönch und Heiligen Odilo von Cluny (um 962–1049) benannt wurde. | Odilostraße                                                         |
| Oggenhauser Straße (Lage)        | 0110                             | Oggenhausen, Ortsteil der Kreisstadt Heidenheim an der Brenz, Baden-Württemberg                                                                                            | 1. Apr. 1962        | Sie liegt zwischen Fellbacher und Heidenheimer Straße und ist auf einer Karte von 1908 bereits namentlich als Treskowstraße angegeben. Bei der Namensänderung spielte der Bezug zu den umliegenden Straßen eine Rolle. | Oggenhauser Straße                                                  |
| Olafstraße (Lage)                | 1150                             | Olaf, männlicher Vorname | 4. Aug. 1930        | Die Straße liegt zwischen Auguste-Viktoria- und Burgfrauenstraße. Die „60er Straßen“ im Viertel nördlich des Hermsdorfer Damms östlich der Bahnstrecke sind schon 1925 im Adressbuch aufgeführt. Zunächst lag im Verlauf der aktuellen Straße seit 1902 die Humboldtstraße zwischen Auguste-Viktoria-Straße und über den Hermsdorfer Damm hinweg. Nach der Inflation begann ab 1925 auf den vorherigen noch freien Flächen nach Frohnau hin der Ausbau unter Einbeziehung der (verlängernde Trasse) Straße 65. An der Nordostecke Hermsdorfer Straße steht die Maria-Gnaden-Kirche. An der Olafstraße 32/34 befindet sich die Richard-Keller-Schule (Schule für Lernbehinderte), vormals Höhere Töchterschule in der Humboldtstraße. | Olafstraße                                                          |
| Oswinsteig (Lage)                | 0740                             | Oswin, männlicher Vorname | 4. Aug. 1930        | Die ruhige überwiegend mit Einfamilienhäusern meist mit Vorgärten bebaute Wohnstraße liegt zwischen Berliner und Hohefeldstraße und hat einen alten und reichlichen Baumbestand. Die Straße 63 des Bebauungsplans ist wie die anderen „60er Straßen“ im Viertel nördlich des Hermsdorfer Damms östlich der Bahnstrecke bereits im Adressbuch von 1925 zwischen Hohefeldstraße, Straße 62, 65, 67 und Berliner Straße mit Baustellen und einem bebauten Grundstück, Krüger'sches Haus, aufgenommen. | Oswinsteig                                                          |
| Parkstraße (Lage)                | 0570                             | vormals Lessingpark, jetzt Waldseepark | vor 1908            | Die Straße liegt zwischen Schildower und Solquellstraße und liegt im Bogen nord- und ostwärts vom Waldseepark. In der Parkstraße 3a wohnte von 1966 bis 1969 der Schriftsteller Erich Kästner. | Parkstraße                                                          |
| Ringstraße (Lage)                | 0510                             | gebogener Verlauf der Straße | vor 1907            | Die Straße liegt im Bogen nach Nordwest zwischen dem Platz an der Martin-Luther-/Schulzendorfer Straße und der Martin-Luther-Straße. Im Haus 17 wohnte zwischen 1906 und 1914 der Maler Max Beckmann, eine Gedenktafel am Haus erinnert an das Schaffen des Künstlers, der Deutschland während der Nazi-Zeit verlassen musste. Die Straße ist 1922 zwischen Bismarck-, Martin-Luther-, Melanchthon-, Schulzendorfer Straße ausgewiesen mit Baustellen und vier bebauten Grundstücken (2, 6, 9 und 10–18) aufgeführt. | Ringstraße                                                          |
| Robinienweg (Lage)               | 0160                             | Robinie, Scheinakazie, Laubbaum | 9. Jan. 1961        | Die kurze Straße, um 1902 Kastanienallee genannt, mit den Grundstücken 2–5 (fortlaufend) an der Nordostseite liegt zwischen Berliner und Schulzendorfer Straße, Nr. gehört zur Berliner Straße, am Nordwestende liegt Tegeler Straße 5, wobei hier ursprünglich Einrichtungen der Gasanstalt standen, wohl auch ein zweiter Gasbehälter. Von den Grundstücken waren 1922 Nr. 1 ein Garten zur Berliner Straße 140 gehörend, Nr. 2 gehörte den Städtischen Gaswerken A.G. (Berlin), 3 ist noch unbebaut, in Nr. 4 ist die Stadt Berlin mit der Steuerkasse als Eigentümer genannt. An der Südwestseite der Straße zur Bahnstrecke stand der Gebäudekomplex der Hermsdorfer Gasanstalt, die im Zeitraum des Kurbetriebs ab 1901 für die Straßenbeleuchtung mit Gaslaternen diente. | Robinienweg                                                         |
| Roedernstraße (Lage)             | 0770                             | Siegfried Graf von Roedern (1870–1954), Jurist, Politiker | vor 1908            | Die Roedernstraße ist eine ruhige Wohnstraße, mit Ein- und Mehrfamilienhäusern bebaut. Sie liegt zwischen Waldseeweg und Burgfrauenstraße. Zunächst als Rödernstraße wurde sie zwischen 1912 und 1921 als Graf-Roedern-Straße aufgenommen. Im Adressbuch 1922 ist sie zwischen Waldseestraße und Straße 60 (später Roswithastraße) über Neue Bismarckstraße hinweg mit fünf bebauten Grundstücken (4, 54–58) ausgewiesen. Die Straße wurde als Straße 67 des Bebauungsplans weiter nordwärts trassiert und ist wie die anderen „60er Straßen“ im Viertel nördlich des Hermsdorfer Damms östlich der Bahnstrecke im Adressbuch von 1925 vermerkt und seither zur Burgfrauenstraße hin bebaut. Der anfängliche Straßenname ist nicht durchgehend nachweisbar, im Mai 1905 wurde Graf von Roedern zum Verwalter des Landratsamts Niederbarnim und im Oktober desselben Jahres als Landrat in Niederbarnim eingesetzt. | Rödernstraße                                                        |
| Roswithastraße (Lage)            | 0500                             | Roswitha, weiblicher Vorname | 4. Aug. 1930        | Die Straße wurde als Straße 60 des Bebauungsplans trassiert ist wie die anderen „60er Straßen“ im Viertel nördlich des Hermsdorfer Damms östlich der Bahnstrecke bereits im Adressbuch von 1925 vermerkt. Der Ausbau der Grundstücke erfolgte nach und nach auf dieser Fläche nach Frohnau zu. Die Straße liegt zwischen Roedern- und Hohefeldstraße. | Roswithastraße zur Berliner Straße hin                              |
| Rundlingsteig (Lage)             | 0210                             | Rundling, eine dörfliche Siedlungsform | 29. März 1939       | Die Straße ist ein Teil der Straße 86, die im Bebauungsplan für das Gelände des Gutes Hermsdorf beim Ausbau des Gutshofgeländes projektiert wurde. Im Adressbuch 1936 ist die Straße 86 ab Kirchstraße nach Süden zur Straße 87 und Straße 88 mit dem Malicki'schen und dem Scheibel'schen Haus verzeichnet, 1937 kamen weitere Häuser hinzu, 1935 waren diese 80er Straßen noch nicht im Adressverzeichnis enthalten. Der Plan des Jahres 1921 weist in diesem Bereich die Straße 45 aus. Die Straße liegt zwischen Am Lehnshof und Bornepfad und führt ab Bornepfad verlängert in einem östlichen und westlichen Ast zu Am Lehnshof. | Rundlingssteig von Bornepfad in zwei Ästen nach Süden               |
| Schildower Straße (Lage)         | 1250                             | Schildow, nordöstlicher Nachbarort, heute Gemeinde Mühlenbecker Land zum Landkreis Oberhavel, Brandenburg                                                                  | vor 1908            | Die Straße mit den Grundstücken 1–97 (ungerade) und 2–98 (gerade) liegt zwischen Berliner Straße und Stadtgrenze und geht in Glienicke/Nordbahn als Alte Schildower Straße über den ehemaligen Mauerstreifen weiter ins Land Brandenburg. Sie ist auf einer Karte von 1908 bereits namentlich angegeben und 1922 sind die Straße und die kreuzende Henriettenstraße noch unbebaut. Zur Zeit der Planungen der Kurstadt Hermsdorf (Mark) und des Planungs-Booms zu Beginn des 20. Jahrhunderts war eine Straßenbahnlinie von Tegel nach Schildow durch den nördlichen Teil der Straße projektiert, zu deren Umsetzung es aber nie kam. Immerhin sind 1935 die Grundstücke insbesondere im westlichen Bereich nahezu vollständig bebaut. 1943 ist über die Hälfte der Grundstücke bebaut oder wird als Garten- oder Sommerhaus genutzt. | Schildower Straße                                                   |
| Schloßstraße (Lage)              | 0630                             | Restaurant Waldschlößchen, mit einem schloßartigen Baustil | vor 1902            | Die Straße liegt zwischen Hermsdorfer Damm und Wachsmuthstraße, vormals Bahnhofstraße. Sie ist in Hufeisennummerierung mit den Parzellen 1–41 verzeichnet, jedoch nicht durchgehend. Bereits 1922 sind die Grundstücke mit 1–32 angegeben, bis Auguste-Viktoria-Straße waren die Parzellen 1, 2 und 5 mit Mehrparteienhäusern bebaut. Anstelle dieser Wohnhäuser entstand später das Elisabethstift mit dem Kinderheim. Die Grundstücke 6–17 zwischen Auguste-Viktoria-Straße und Waldseeweg sind meist mit Mehrparteienhäusern bebaut, Parzelle 18 existierte in den 1920er Jahren nicht. Im Jahr 1922 war erst das Haus 19 fertig, das einem Gastwirt gehörte. Später entstanden hier Wohnhäuser zwischen Waldseeweg und Hermsdorfer Damm (Nr. 18–23). Die südwestliche Straßenseite war 1922 nördlich vom Bahnhof bebaut, südlich vom Bahnhof sind weitere Grundstücke bebaut und ab Auguste-Viktoria-Straße ist der Schlossplatz angegeben. Im 21. Jahrhundert befinden sich hier bis an den ehemaligen Schloßplatz die Grundstücke 29–41, wobei auf 37 und 38/39 die 1946 Apostel-Paulus-Kirche mit Gemeindehaus und Kita stehen. Hermsdorf besaß kein Schloss, namengebend war das auf einer Anhöhe am Schlossplatz liegende Ausflugslokal von Gastwirt Theodor Leffler. Der repräsentative Bau des „Waldschlößchens“ mit Säulenvorbau, Pavillon für Kurmusik, Tanzsaal, Aussichtsturm und künstlichem Wasserfall besaß 1892–1920 die Adresse Bahnhofstraße 26–28. Als das Vorhaben eines Kurortes scheiterte, kam es zu weniger Gästen und die Gaststätte wurde aufgegeben. 1934 ließ die evangelische Gemeinde den Tanzsaal in einen Kirchensaal zur „Hindenburg-Gedächtniskirche“ umbauen, seit 1946 Apostel-Paulus-Kirche. Im Mietswohnhaus Schloßstraße 17 wohnte 1902–1908 der Schriftsteller Gustav Landauer, auch Mitglied der Münchner Räteregierung, ein Theoretiker des anarchistischen Sozialismus. | Schloßstraße vom Schloßplatz her                                    |
| Schramberger Straße (Lage)       | 0630                             | Schramberg, Stadt im mittleren Schwarzwald, nördlich von Villingen-Schwenningen                                                                                            | 1. Apr. 1962        | Die Straße liegt zwischen Freiherr-vom-Stein-/Martin-Luther- und Heinsestraße, südöstlich parallel zum Hermsdorfer Damm. 1962 wurde der Straßenzug aus Waldstraße (vor 1902), Werderstraße (vor 1907) und Theodor-Körner-Straße (vor 1925) unter dem neuen Namen zusammengefasst, wobei die Benennung und wohl auch das Anlegen der Straße in Richtung Schwarzwald erfolgt ist. Der Straßenzug wird durch die Forststraße nach Südwest fortgesetzt. Die Straße ist gepflastert und mit Altbauten sowie mit neueren Wohn- und Geschäftshäusern bebaut, auf beiden Seiten befinden sich Gehwege mit einem Streifen Gehwegplatten und einem Grünstreifen mit Bäumen bestanden. | Schramberger Straße                                                 |
| Schulzendorfer Straße (Lage)     | 01890                            | Schulzendorf, heute Ortsteil des Bezirks Reinickendorf | vor 1902            | Die Schulzendorfer Straße mit den Grundstücken 1–107 (ungerade) und 2–144a (gerade) liegt zwischen der Bahndurchführung in Fortsetzung der Tegeler Straße, über den Hermsdorfer Damm und den Forst nahe der Ortsteilgrenze zu Tegel. Im Tegeler Forst wird sie im Schulzendorfer Weg fortgesetzt. Für 1922 sind Teile der Straße durch den Forst gehend angegeben. Für den Ortsteil besitzt sie zwischen B 96 (Berliner Straße) und dem Hermsdorfer Damm (Anschluss zur A 111) eine ableitende Hauptstraßenfunktion, kreuzt jedoch immer gleichrangige Straßen. | Schulzendorfer Straße                                               |
| Seebadstraße (Lage)              | 1850                             | ehemaliges Freibad Hermsdorf (Seebad) am Tongrubensee | vor 1902            | Die Tongruben der „Cement- und Tonwarenfabrik Hermsdorf AG“ aus den 1880er Jahren wurden wegen eines Wassereinbruchs aufgegeben und das Unternehmen wurde geschlossen. In den 1890er Jahren wurde für die Sommergäste und Ausflügler nach Hermsdorf in dem so entstandenen südlichen See eine „Seebadeanstalt“ mit Schwimmbad eingerichtet. Westlich vom See lag das Restaurant „Seeschloß“. Die beiden Tongrubenseen liegen links und rechts der Straße. In der Seebadstraße befindet sich die Geschäftsstelle der Naturfreunde Berlin, in dem bereits in den 1920er Jahren errichteten Naturfreundehaus. Das Gebäude befindet sich in der Tiefe des Grundstücks in das LSG hinein. Die Seebadstraße liegt zwischen Alt-Hermsdorf und der Brücke über den Südhofgraben. Nach Osten geht die Straße als Am Freibad nach Lübars weiter. Das Seebad am Teich der ehemaligen Tongruben ist als Badeanstalt und „Clubheim der Schwimmvereinigung Berlin“ im Adressbuch von 1943 noch aufgeführt. | Seebadstraße ab Alt-Hermsdorf nordwärts                             |
| Seeblickstraße (Lage)            | 0580                             | Blick auf den Waldsee | vor 1908            | Die kurze Straße mit den Grundstücken 1–7 (ungerade) und 6–10 (gerade) liegt zwischen Veltheim- und Parkstraße. Bis 1930 hieß die Straße nur Seeblick und ist 1930 auf einem Grundstück bebaut. Die Straße liegt in der Richtung auf das Nordufer des Waldsees und ermöglichte somit eine Aussicht auf den See im vorher Lessing-Park genannten Parkgelände. Die Straße liegt auf der Trasse von Straße 72 des Bebauungsplans. | Seeblickstraße                                                      |
| Seestraße (Lage)                 | 0130                             | führt zum Hermsdorfer See | vor 1922            | Die Kopfsteinpflasterstraße liegt zwischen Seebadstraße und Lotosweg, über den letzteren führt sie noch einige Meter bis an den Eingang der Kindererholungsstätte, die auf dem Gebiet des vormaligen Schwimmbads am Hermsdorfer See liegt. Der Hermsdorfer See, vorher Kleiner See, wird vom Tegeler Fließ durchflossen, gehört zum LSG Fließtal und an seinem Südufer liegt die Grenze zu Waidmannslust und im Abschnitt östlich vom Erlenbruchgraben zu Lübars. | Seestraße vom Lotosweg nordwärts                                    |
| Silvesterweg (Lage)              | 0230                             | Papst Silvester, Heiliger in Rom | 4. Aug. 1930        | Die Straße liegt zwischen Auguste-Viktoria- und Burgfrauenstraße. Die ruhige überwiegend mit Einfamilienhäusern bebaute Wohnstraße endet im Norden an der Stadtgrenze als Sackgasse mit einer Fußgängerverbindung zur Straße Am Sandkrug, die im Entenschnabel auf Brandenburger Gebiet in Glienicke liegt. Die Straße wurde vor 1908 als Schulenburgstraße zwischen Auguste-Viktoria-Straße und Neuer Bismarckstraße angelegt. Die „60er Straßen“ im Viertel nördlich des Hermsdorfer Damms östlich der Bahnstrecke sind bereits 1925 im Adressbuch aufgeführt. 1930 wurde die Schulenburgstraße zusammen mit der nordwärts anschließenden Straße 66 nach Bebauungsplan in Silvesterweg umbenannt. Zwischen den Grundstücken 34a, 34b und 34c, 34d (in der Tiefe des Grundstücks 34) liegt der Sylvesterteich. | Silvesterweg                                                        |
| Solquellstraße (Lage)            | 1060                             | 1898 erbohrte und 1908 erschöpfte Solquelle | vor 1908            | Die Straße liegt östlich der Berliner Straße zwischen Veltheim- und Bertramstraße, über letztere noch 50 Meter als Sackgasse und endet am Wanderweg durch das Landschaftsschutzgebiet um den Torfstich (Alter Hermsdorfer See) das zum LSG Fließtal gehört. Die Solquelle ließ der Hermsdorfer Unternehmer Lessing erbohren, die „Kaiserin-Augusta-Viktoria-Soolquelle“ lag an der Straße zwischen Waldsee- und Auguste-Viktoria-Straße am (heutigen) Grundstück 29, 31. Stündlich soll sie 54 Liter Wasser von 17,5 °C gespendet haben, allerdings nur zehn Jahre lang. Die Quelle sollte Hermsdorf den Charakter eines Kurorts geben, der jetzige Straßenname ist wie andere das einzige Vermächtnis. Im Berliner Adressbuch von 1922 sind für diese Straße in der Schreibung mit Doppel-O als Soolquelstraße acht bebaute Grundstücke angegeben, der Rest als Baustelle, was „Grundstücke mit Eigentümer“ bedeutet. Eigentümer der Soolquelstraße war 1920 (vor der Eingemeindung nach Groß-Berlin) wie in weiten Teilen von Hermsdorf die „Hermsdorfer Boden-Aktien-Gesellschaft N.W.7“. Die im 21. Jahrhundert vorhandenen 57 Grundstücke, plus weitere acht durch Teilung entstandene, dürften der Anzahl von 1922 entsprechen, zumal die Grundstücke bereits nach Orientierungsnummerierung bezeichnet waren. Nach Bebauungsplan als Straße 71 und Straße 84 ist sie auf einer Karte von 1908 bereits namentlich angegeben. | Solquellstraße                                                      |
| Straße 19a (Lage)                | 0060                             | nummerierte Straße nach Bebauungsplan | vor 1930            | Auf der Karte der 1950er Jahre ist die Straße 19a als südliche Verlängerung des östlichen Abschnitts der Mühlenfeldstraße (Ecke des nach Westen gerichteten Abschnitts), zwischen Grundstück 96 und 96a, angegeben und schließt über das Tegeler Fließ in Waidmannslust an die Straße 4 (inzwischen Teil des Treiberpfades) zum Dianaplatz an. An dieser Südostecke der Mühlenfeldstraße ist 1954 auch eine nach Osten gerichtete Straße 339 zur Waidmannsluster Fürst-Bismarck-Straße angegeben. Dieser kurze etwa drei Meter breite Geh- und Radweg (mit Zeichen 237 gekennzeichnet), ist Zugang (soweit nötig) für die geteilten Grundstücke der Mühlenfeldstraße 62a–94a von Süden her. Zusätzliche Zugänge sind weiter westlich die Fließtalstraße und zwischen den Grundstücken Mühlenfeldstraße 82a und 84 hindurch. Der Wanderweg am Südrand der Grundstücke der Mühlenfeldstraße am Rand des LSG Fließtal ist Teilstück des Grünen Hauptwegs Nr. 13 „Barnimer Dörferweg“, der hier nördlich vom Tegeler Fließ auf Hermsdorfer Flur liegt. Aktuell ist die Straße 19a laut amtlichen Verzeichnis mit einer Länge von 670 Metern angegeben, insofern bezieht sich der Straßenname wohl auf den (gesamten) an der südlichen Grundstücksgrenze entlang führenden Geh- und Radweg. | Weg mit Namen Straße 19a Blick zum Tegeler Fließ hin                |
| Tegeler Straße (Lage)            | 0320                             | Tegel, westlicher Nachbarort, heute Ortsteil im gleichen Berliner Bezirk Reinickendorf                                                                                     | vor 1908            | Die Straße ist auf der Karte von 1908 als Tegeler Weg namentlich genannt und wurde in den 1920er Jahren zur „Straße“ erhoben. Sie liegt zwischen Berliner Straße und Robinienweg und geht unterhalb der Bahnbrücke in die Schulzendorfer Straße über. In Nr. 9, an der Ecke zum Robinienweg (damals Kastanienallee), standen Gebäude der Hermsdorfer Gasanstalt, die insbesondere wegen der 1901 eingeführten Gasbeleuchtung errichtet wurde. 1922 liegt zur Berliner Straße (Tegeler Straße 1–6, Straßennordseite) eine Gärtnerei, auf Grundstück 7 Ecke Lindenstraße das Wohnhaus des Gärtners, 1943 eine Mosterei. Die Grundstücksnummerierung 1–23 (fortlaufend) beginnt inzwischen auf der Südseite an der Bahnbrücke Ecke Robinienweg und endet vor der Wickhofstraße 2 an der Straßennordseite. | Tegeler Straße                                                      |
| Triniusstraße (Lage)             | 0250                             | August Trinius (1851–1919), Wanderschriftsteller | vor 1908            | Die Straße liegt zwischen Berliner Straße und Solquellstraße parallel zu Veltheim- und Fontanestraße im Norden des Ortsteils im Viertel östlich der Berliner Straße. Als Straße 76 des Bebauungsplans projektiert, ist sie 1922 noch unbebaut und 1927 stehen zwei Gebäude. Trinius arbeitete in Berlin bei der Vossischen Zeitung, sein erstes Buch hieß Märkische Streifzüge. Er löste mit seinem Buch Der Rennstieg des Thüringer Waldes ab 1890 den Rennsteig-Boom der Kaiser-Wilhelm-Zeit aus und war bekannt wie Fontane mit seinen Wanderungen durch die Mark. | Triniusstraße                                                       |
| Ulmenstraße (Lage)               | 0220                             | Ulme, Laubbaum, Alleebaum | vor 1908            | Sie liegt zwischen Tegeler und Wachsmuthstraße und geht hier in Höhe des südlichen Fußgängertunnels in die Glienicker Straße über, mit der sie die Ostseite der Bahnlinie abschließt und so zum Bahnhofsviertel (Ostseite) gehört. Von der Straße ist nur die Ostseite mit den Grundstücken 1–14 (fortlaufend) bebaut. Nach Adressbuch 1922 stehen zu dieser Zeit auf Nr. 8 und 9 bereits Mehrparteienhäuser. In den Anfangsjahren befand sich auf dem Bahngelände, das heute nicht mehr genutzt wird, der Güterbahnhof Hermsdorf und der erste Bahnhofsbereich. | Ulmenstraße                                                         |
| Veltheimstraße (Lage)            | 0400                             | von Veltheim, Grundbesitzer, Eigentümer des Schlosses Schönfließ | vor 1908            | Die Straße liegt zwischen Berliner Straße und über Hedwigstraße bis zum Landschaftsschutzgebiet Fließtal. Sie befindet sich an der Nordostgrenze des Ortsteils, der Stadtgrenze zu Glienicke/Nordbahn und war damit bis zur Wende 1990 mit den nördlichen Grundstücken direkt an der Berliner Mauer gelegen. 1922 ist die Straße noch unbebaut. Franz Wilhelm Werner von Veltheim (1785–1839), Herr auf Ostrau, Kösseln und Groß-Weissand, war der erste aus dem Geschlecht der Veltheims, bei dem das nordöstlich von Frohnau liegende Gut Schönfließ direkt erscheint. Sein Enkelsohn Werner von Veltheim (1843–1919) auf Schönfließ, Herr auf Stolpe und Glienicke soll als Besitzer des Schlosses Schönfließ Namensgeber der Veltheimstraßen im Bezirk Reinickendorf sein. Anzumerken ist, dass die Schönfließer Straße ab Waldsee nach Nordosten über die Gemarkungsgrenze durch die Kolonie Glienicke nach Schönfließ und ins Hofjagdrevier führte. Die vorhandenen Grundstücke Veltheimstraße 1–125 (ungerade) und 2–114 (gerade) wurden später häufig geteilt (mit Zusatz a und als Hintergrundstück, einige auch mit a und b), und mit Kleinhäusern neu bebaut; die Hausnummernzählung wurde beibehalten. Im Jahr 1943 waren etwa noch 50 Grundstücke unbebaut und auf einigen Grundstücke standen Sommerhäusern; zwischen Berta- und Gertrudstraße gab es einen Spielplatz. Am Ostende der Veltheimstraße 123 beginnt ein Gehweg als Naturlehrpfad durch das LSG Fießtal, der am Östlichen Eichwerder Steg über das Tegeler Fließ nach Lübars zur Straße Am Vierrutenberg führt. | Veltheimstraße                                                      |
| Wachsmuthstraße (Lage)           | 0980                             | Wachsmuth († vor 1812), Grundbesitzer in Hermsdorf | 4. Apr. 1961        | Von 1892 bis 1920 betrieb der Gastwirt Theodor Leffler auf der Anhöhe in der 'Bahnhofstraße 26–28 das Ausflugsrestaurant Waldschlößchen mit Tanzsaal, Aussichtsturm und künstlichem Wasserfall. Nach Umwidmung des Tanzsaals zu einem Gotteshaus 1934 (Hindenburg-Gedächtniskirche), der Errichtung eines 39 Meter hohen Glockenturms (1938) und eines Gebäudes mit Küsterei, Pfarrwohnung und Kindergarten, wurde aus dem Komplex 1946 die „Apostel-Paulus-Kirche“. Die Straße liegt zwischen Glienicker/Ulmenstraße und Berliner Straße. Der Oberamtmann Wachsmuth war 1795–1810 Besitzer des Gutes Hermsdorf. Im Adressbuch Berlins von 1812 werden bereits seine Erben aufgeführt, sodass vermutet werden kann, dass er 1812 bereits verstorben war. | Wachsmuthstraße, von der Berliner Straße aus nach West              |
| Waldfriedenstraße (Lage)         | 0170                             | am Tegeler Forst | vor 1908            | Die Straße liegt am Tegeler Forst zwischen Amselgrund und über den Dohnensteig hinweg in der Siedlung Heimgarten. Am Waldrand geht ein zunächst straßenbreiter Fußweg in den Forst hinein als Forststraße weiter, bis zur Flurgrenze von Tegel sind es noch 150 Meter. Als Straße 41 projektiert im Hermsdorfer Bebauungsplan, ist sie auf einer Karte von 1908 ist bereits namentlich angegeben. Der Straßenname entspricht der Zielstellung der Siedlung Heimgart mit antistädtischer Konzeption. 1927 ist die Waldfrieden genannte Straße mit ihren Parzellen unbebaut, 1935 sind für die → Waldfriedenstraße sieben Einfamilienhäuser (Nr. 1 bis 6, 9, 10) und ein Sommerhäuschen (Nr. 3) vermerkt. Im aktuellen LOR-Verzeichnis sind die Grundstücke mit 1–12 (fortlaufend) aufgeführt, durch Teilung liegen 21 Grundstücke an der Straße. | Waldfriedenstraße                                                   |
| Waldseeweg (Lage)                | 0180                             | zum Waldsee in Hermsdorf | 11. März 1937       | Die Straße liegt zwischen Schloßstraße und Hermsdorfer Damm (am Waldsee). Um den Waldsee herum begann um 1900 nach Entwürfen des Ingenieurs Wehl der Bau einer Siedlung, als Hermsdorf (Mark) durch den Fund der Solquelle zum Kurort entwickelt werden sollte. Zunächst als Waldseestraße, wurde sie bereits vor 1908 vom Bahnhof zum Waldsee angelegt und 1922 stehen auf den Grundstücken 2 und 36 Mehrparteienhaus, auf 2a, 3, 5, 6–8, 9–13, 16–25, 28–35 Einfamilienhäuser und ist im Vergleich zu umliegenden Straßen schon nahezu ausgebaut. Aktuell sind die Grundstücke Waldseeweg 4–56a und 1–55 (ungerade) vorhanden, insgesamt 54 Ein- und Mehrfamilienhäuser. | Waldseeweg                                                          |
| Waldspechtweg (Lage)             | 0800                             | Waldspecht, synonym für Waldvogel | 9. Jan. 1961        | Die Straße ist vor 1908 als Hasensprung auf einer Karte namentlich angegeben. Für 1943 sind von den acht Grundstücken das Lingnau’sche und Siebert’sche Haus sowie das Zweifamilienhaus Nr. 4 von Dittrich und Reichenberg genannt. | Waldspechtweg                                                       |
| Wernickestraße (Lage)            | 0120                             | Johann Karl Wernicke (19. Jahrhundert), ehemaliger Rittergutsbesitzer (1798)                                                                                               | vor 1908            | Die Straße liegt zwischen Brandtstraße (Westring) und Mühlenfeldstraße und ist als Straße 31 des Bebauungsplans auf einer Karte von 1908 eingetragen. Im Jahr 1922 befand sich auf der Parzelle 7 die Kunsttöpferei Bräuning. Der Namensgeber Wernicke erwarb 1836 das Erbzinsgut Hermsdorf und überführte es 1842 für 6446 Taler vom fiskalischen in Privatbesitz, regulierte die Frondienste durch Ablösung in Geld und Grundbesitz, beendete die Separation der Hermsdorfer Feldmark und baute die seit dem 18. Jahrhundert belegte örtliche Ziegelei zur Tonwarenfabrik aus. Er war mit Elisabeth, geb. Gans, verheiratet. Seine Tochter Franziska Albertine Auguste (1830–1863) heiratete am 20. April 1848 in Berlin den Landrat Georg Scharnweber (1816–1849). Wernickes Nachfolger auf dem Hermsdorfer Gut war in den 1860er Jahren Kommerzienrat Leopold Lessing (1832–1900). | Wernickestraße                                                      |
| Wickhofstraße (Lage)             | 0120                             | Wickhof, historische Flurbezeichnung | 24. Aug. 1936       | Die Straße liegt zwischen Tegeler Straße und Schloßplatz. Eine später beseitigte Straße, die im rechten Winkel von der heutigen Straße abging, bereits den Namen Wickhofstraße., noch 1930 unbebaut. In der gültigen Trassierung ist bereits auf einer Karte von 1908 die Lindenstraße eingezeichnet, diese ist 1935 mit zwölf Wohnhäusern, sechs unbebauten Grundstücken (Baustellen) und einer Gärtnerei (vergl. Tegeler Straße) angegeben. 1943 sind noch drei unbebaute Grundstücke auf der (mittlerweile) umbenannten → Wickhofstraße aufgeführt. Im 21. Jahrhundert sind auf 1–23 (+ 5a, ungerade) und 2–26 (gerade) an der Wickhofstraße: Häuser gebaut, wobei sich in Nr. 15 eine kirchliche Einrichtung befindet und auf dem Grundstück 14/18 stehen Reihenhäuser (Nummern 14–14c, 16–16c und 18–18e). Mit dem Straßennamen steht offenbar der Wickhofgraben, der zwischen Berliner Straße 21 und Alt-Hermsdorf 39 nach Ost abgeht (zunächst als Weg) und über die anschließende Fläche des LSG Fließtal zum Tegeler Fließ hinfließt in Verbindung. | Wickhofstraße                                                       |
| Wilhelmstraße (Lage)             | 0280                             | Wilhelm II. (Friedrich Wilhelm Viktor Albert von Preußen) (1859–1941), letzter Deutscher Kaiser und König von Preußen                                                      | vor 1902            | Die Wilhelmstraße (1–16 fortlaufend) war 1902 bereits angelegt. Die Straße liegt im Kurviertel parallel zu Hohenzollern- und der damaligen Friedrichstraße zwischen Falkentaler Steig und Drewitzer Straße. Die Straße wurde in den 1920er Jahren weitestgehend bebaut. | Wilhelmstraße                                                       |
| Zieselweg (Lage)                 | 0240                             | Ziesel, Gattung der Erdhörnchen | 4. Aug. 1930        | Die Straße 1 des Bebauungsplans der Siedlung Heimgart wurde 1930 zwischen Schulzendorfer Straße und Dauerwald angelegt, auf diese Lage geht auch der Name der Straße zurück. Inzwischen ist sie bis zur Straße Am Waldidyll geführt worden, mit der sie einen Straßenring bildet. Sie ist dessen östlicher Abschnitt. Im Jahr 1935 befanden sich bereits 10 Einfamilienhäuser und ein Sommerhaus auf den 27 ausgewiesenen Grundstücken, deren diese Hausnummern beibehalten wurden: 1–27 (ungerade, Westseite) und 2–24 (gerade, Ostseite). Einige Grundstücke sind jedoch in der Tiefe geteilt und durch Zusatz von a (auch 12 b) zur Nummer gekennzeichnet. | Zieselweg                                                           |
| Zühler Weg (Lage)                | 0350                             | Zühlen, vorher selbstständig, seit 2003 Ortsteil von Rheinsberg, Ostprignitz-Ruppin, Brandenburg                                                                           | 13. Juni 1936       | Die Straße liegt zwischen Frohnauer Straße und Glambecker Weg, im Bebauungsplan der dieser Siedlung ist sie als Straße 3 verzeichnet. Von den Grundstücken 3, 5 (linke Seite, ungerade) und 4–8 (gerade) sind im Jahr 1943 drei bebaut, jenseits vom Grundstück Nr. 8 gab es noch Baustellen, die seither gar nicht mehr amtlich geführt werden. | Zühler Weg                                                          |

## Aufgehobene und umbenannte Straßen
Im Ortsteil wurden seit der Eingemeindung nach Groß-Berlin 1920 viele mehrdeutige Straßennamen umbenannt. Zuvor besaß fast jede Gemeinde Straßen, die nach Persönlichkeiten, wie Kaiser Wilhelm oder Bismarck benannt waren, auch Örtlichkeiten wie Wald, Bahnhof, Dorf hatten zu mehreren gleichnamigen Straßen geführt. Anlässlich von Korrekturen im Straßenverlauf wurden in den folgenden Jahren solche Straßennamen durch eindeutige ersetzt.
Drei Straßennamen, die wegen geänderter Trassierung zunächst entfielen (Calvinstraße, Wachsmuthstraße und Wickhofstraße), wurden später neu vergeben.
Die unter ihren Plannummern geführten Straßen 59, 62, 63, 64, 65, 67, zwischen Berliner Straße, Neuer Bismarckstraße und Gemarkung Frohnau angelegt und 1925 auch teilweise bebaut, und 1930 sind hier nicht gesondert aufgenommen; sie gehören zur „Siedlung Bergwald an der Verl. Frohnauer Straße“.
| Vorheriger Name       | umbenannt                          | von       | bis           | namensgebend | Anmerkungen |
| --------------------- | ---------------------------------- | --------- | ------------- | --- | --- |
| Ahornstraße           | → Forlenweg                        | vor 1908  | 9. Jan. 1961  | Ahorn, Holzgewächs | Der Straßenname war in Berlin viermal vorhanden. 1930 ist die Straße noch unbebaut. |
| Albrechtstraße        | → Falkentaler Steig → Heinsestraße | vor 1902  | 18. Okt. 1937 | Prinz Albrecht von Preußen (1837–1906) | Der südöstlich vom Hermsdorfer Damm gelegene Teil der Albrechtstraße (und die Roonstraße) wurde in Heinsestraße, der nordwestlich gelegene Teil und die anschließende Stolper Straße in Falkentaler Steig umbenannt. |
| Bahnhofstraße         | → Wachsmuthstraße                  | vor 1902  | 4. Apr. 1961  | 1877 war der Haltepunkt an der Nordbahn, der bis 1899 zum Bahnhof ausgebaut wurde.                                                                          | 1930 war dieser Straßenname in Berlin 28mal vorhanden. |
| Bismarckstraße        | → Hermsdorfer Damm                 | vor 1908  | 11. März 1937 | Otto von Bismarck (1815–1898) Politiker, Reichskanzler | Die Bismarckstraße lag zwischen Karolinenstraße in Tegel und Hohefeldstraße im Ortsteil, wo sie durch die Neue Bismarckstraße verlängert wurde. Die Straße ist als Kreis-Chaussee geführt. |
| Calvinstraße          | → Straße 40                        | vor 1912  | vor 1922      | Johannes Calvin (1509–1564), französischer Reformator in Genf                                                                                               | Die Calvinstraße in Hermsdorf lag vor 1912 auf anderer Trasse zwischen Bismarckstraße und Kreuzung Martin-Luther-Straße/Ringstraße. 1922 wurde diese Trasse als Straße 40 geführt. Die heute bestehende Calvinstraße (vorher Straße 35) lag 1922 bereits zwischen Forststraße und Martin-Luther-Straße. |
| Friedrichstraße       | → Friedrichsthaler Weg             | vor 1907  | 4. Aug. 1930  | Friedrich Wilhelm III. (1770–1840), König von Preußen | Der Straßenname war 1930 19mal in Berlin vorhanden. |
| Graf-Roedern-Straße   | → Roedernstraße                    | um 1912   | um 1922       | Siegfried von Roedern (1870–1954), Politiker, Staatssekretär des Ministeriums für Elsaß-Lothringen und des Reichsschatzamtes, 1905 Landrat von Niederbarnim | Die Straße hieß zunächst Roedernstraße, wurde jedoch auf Karten zwischen 1912 und 1921 als Graf-Roedern-Straße eingezeichnet. Im Nachweiser für die Berliner Straßen von 1922 ist sie wieder als Roedernstraße ausgewiesen. |
| Hasensprung           | → Waldspechtweg                    | vor 1908  | 9. Jan. 1961  | Hasensprung, am Wald gelegen und am Amselstraßengrund | gleicher Straßenname im Verwaltungsbezirk Frohnau und auch in Grunewald. 1927 ist die Straße noch unbebaut. |
| Hauptstraße           | → Alt-Hermsdorf                    | vor 1902  | 31. Juli 1952 | wichtigste Straße im Ortskern, mit zunehmender Verstädterung des Vorortes mit Kurbetrieb war Dorfstraße nicht mehr zeitgemäß                                | Hauptstraßen gab es in mehreren Vororten, so waren in Berlin im Jahr 1930 19 Hauptstraßen vorhanden, weshalb nach und nach Haupt- und Dorfstraßen durch Alt-Ortsteil ersetzt wurden |
| Helenenstraße         | → Bertramstraße                    | vor 1908  | 10. Juli 1933 | Helene, weiblicher Vorname | 1922 ist die Straße noch unbebaut. Sie gehörte zum Bauprojekt der „Boden Aktien Gesellschaft Berlin N.W.7“ wie ebenfalls die weiter im Nordosten liegenden Flächen von Hermsdorf. |
| Henriettenstraße      | → Elkesteig                        | vor 1908  | 25. Aug. 1939 | Henriette, weiblicher Vorname | 1930 ist die Straße als Querstraße zwischen Schildower Straße und Weißbach-/Helenenstraße noch unbebaut. Sie gehörte zum Bauprojekt der „Boden Aktien Gesellschaft Berlin N.W.7“ wie ebenfalls die weiter im Nordosten liegenden Flächen von Hermsdorf. |
| Hennigsdorfer Straße  | → Drewitzer Straße                 | vor 1907  | 9. Jan. 1961  | Hennigsdorf, Stadt nordwestlich von Frohnau, heute Landkreis Oberhavel in Brandenburg                                                                       | Sie wurde teilweise in das Krankenhausgelände des Dominicuskrankenhauses aufgenommen und verkürzt. |
| Humboldtstraße        | → Olafstraße                       | vor 1902  | 4. Aug. 1930  | Wilhelm von Humboldt (1767–1835), Staatsmann, Sprachwissenschaftler und Bildungsreformer, Bruder von Alexander von Humboldt                                 | Der Straßenname war in Berlin zwölfmal vorhanden, dreimal im Bezirk Reinickendorf, durch die Bedeutung von Humboldt in Tegel wurde die Hermsdorfer Straße umbenannt. |
| Kaiserplatz           | → Fellbacher Platz                 | vor 1908  | 4. Apr. 1961  | Kaiser Wilhelm II. (1859–1941) | 1930 ist der Platz noch unbebaut. |
| Kaiserstraße          | → Fellbacher Straße                | vor 1907  | 4. Apr. 1961  | Kaiser Wilhelm II. (1859–1941). | In Groß-Berlin vielfach vorhandener Straßenname. |
| Kastanienallee        | → Robinienweg                      | vor 1902  | 9. Jan. 1961  | Kastanie, Buchengewächs | Kastanienalleen gab es nach 1920 in Berlin ebenfalls zahlreich. |
| Kirchstraße           | → Almutstraße                      | vor 1902  | 9. Jan. 1961  | Kirchengebäude auf dem Dorfplatz in Hermsdorf, das im 18. Jahrhundert abgerissen wurde                                                                      | Der Straßenname war nahezu 20 Mal in Berlin und auch mehrfach im Bezirk Zehlendorf vorhanden. |
| Kronprinzenstraße     | → Brandstraße                      | um 1912   | vor 1922      | Kronprinz, Thronfolger in direkter Linie in Kaiser- und Königreichen, 1912 war Wilhelm von Preußen (1882–1951) Kronprinz im Deutschen Reich.                | 1912 war der westliche Bogen der Brandtstraße (Wernicke- und Götzestraße) als Kronprinzenstraße angegeben, 1922 heißt der Ring der Brandstraße wieder in voller Länge. |
| Lessingstraße         | → Am Waldpark                      | vor 1908  | 16. Mai 1938  | Der Gutsbesitzer Leopold Bernhard Lessing (1832/1833–1900) machte sich um die Entwicklung Hermsdorfs verdient.                                              | Wegen der jüdischen Herkunft von Lessing wurden die Straße und der anliegende Lessingpark während der NS-Zeit umbenannt. 1860 hatte Lessing das Gut übernommen und, nachdem Hermsdorf den Bahnanschluss erhalten hatte, ließ er Häuser in der Bahnhofstraße (seit 1961 Wachsmuthstraße) errichten und erste Sommergäste reisten an. |
| Lindenstraße          | → Wickhofstraße                    | vor 1902  | 24. Aug. 1936 | Linde, Laubbaum | Mehrdeutiger Straßenname (22mal) seit der Bildung von Groß-Berlin |
| Margaretenstraße      | → Arnheidstraße                    | vor 1908  | 9. Jan. 1961  | Margarethe, weiblicher Vorname | Der Straßenname war 1930 zehnmal, darunter auch im Nachbarortsteil Frohnau, vorhanden. Die Straße gehörte zum Bauprojekt der „Boden Aktien Gesellschaft Berlin N.W.7“ wie ebenfalls die weiter im Nordosten liegenden Flächen von Hermsdorf. war aber im Jahr 1930 noch immer unbebaut. |
| Moltkestraße          | → Backnanger Straße                | vor 1902  | 4. Apr. 1961  | Helmuth Karl Bernhard von Moltke (1800–1891), preußischer Generalfeldmarschall, Chef des Heeres-Generalstabs                                                | 1930 war dieser Straßenname 15-mal in Berlin vorhanden. |
| Muthesiusstraße       | → Gisbertasteig                    | vor 1908  | 26. Sep. 1929 | Hermann Muthesius (1861–1927), Architekt, Mitbegründer des Deutschen Werkbundes                                                                             | 1929 ist die Straße noch unbebaut. Im Adressbuch 1930 findet sich der Vermerk „während der Drucklegung in Gisbertasteig umbenannt“. |
| Neptunstraße          | → Lotosweg                         | vor 1902  | 4. Aug. 1930  | Neptun, römischer Gott des fließenden Wassers | Die Straße lag zwischen den beiden Schwimmbädern Hermsdorfer See und Tongrubensee am „Seeschloß“. Der Straßenname war in Groß-Berlin mehrfach vergeben, insbesondere auch im Ortsteil Reinickendorf, der dem Verwaltungsbezirk den Namen gab. |
| Neue Bismarckstraße   | → Hermsdorfer Damm                 | vor 1908  | 11. März 1937 | Otto von Bismarck (1815–1898) Politiker, Reichskanzler | Die von Tegel nach Hermsdorf führende Bismarckstraße wurde im Ortsteil erweitert und Verlängerte Bismarckstraße genannt. |
| Promenade             | nicht übernommen                   | vor 1929  | vor 1932      | Promenade, Spaziergang oder der dafür ausgebaute Bereich, auch Synonym zu Esplanade und Fußgängerzone                                                       | Die Promenade wurde zwischen 1925 und 1929 benannt und verlief von der Forststraße am Tegeler Fließ entlang, im Stadtplan von 1935 ist sie namenlos eingezeichnet (vergleiche den Barnimer Dörferweg). |
| Roonstraße            | → Heinsestraße                     | vor 1907  | 18. Okt. 1937 | Albrecht von Roon (1803–1879), preußischer General und Kriegsminister                                                                                       | Bei der Umbenennung wurde der Verlauf bis zum Hermsdorfer Damm in die Heinsestraße einbezogen; der Straßenname war im Verwaltungsbezirk Reinickendorf mehrfach (Konradshöhe) vorhanden. |
| Schloßplatz           | → Dr.-Ilse-Kassel-Platz            | vor 1908  | 28. Sep. 2012 | Restaurant Waldschlößchen, mit einem schloßartigen Baustil                                                                                                  | Der Platz liegt zwischen Wachsmuth- und Schloßstraße und wird westlich von der Auguste-Viktoria-Straße begrenzt, von Süden mündet die Wickhofstraße an der Südostspitze. Nach Bebauungsplan entstand er als Platz C, auf einer Karte von 1908 ist der Platz bereits namentlich eingezeichnet; Grundstücke sind ihm nicht zugeordnet. Hermsdorf besaß an dieser Stelle kein Schloss, vielmehr wurde der repräsentative Bau einer nicht mehr bestehenden Gaststätte namensgebend und werbewirksam für diese Freifläche genutzt. Von 1892 bis 1920 betrieb der Gastwirt Theodor Leffler auf der Anhöhe in der Wachsmuthstraße 26–28 am Schloßplatz sein Ausflugsrestaurant „Waldschlößchen“ mit Tanzsaal, Aussichtsturm und künstlichem Wasserfall. 1934 ließ die evangelische Kirchengemeinde den Tanzsaal in einen Kirchensaal umbauen und bis 1938 außer dem 39 Meter hohen Glockenturm ein Gebäude mit Küsterei, Pfarrwohnung und Kindergarten errichten. Die neue Kirche hieß zuerst „Hindenburg-Gedächtniskirche“ und seit 1946 Apostel-Paulus-Kirche. |
| Schönfließer Straße   | → Amandastraße                     | vor 1908  | 9. Jan. 1961  | Schönfließ, Ort nordöstlich von Hermsdorf, Richtung | Eine Straße gleichen Namens gab es auch im Nachbarortsteil Frohnau. Im Jahr 1930 ist die Straße hier noch unbebaut. |
| Schwarzer Weg         | → als Straße nicht ausgeführt      | vor 1928  | nach 1943     | Schwarzer Weg | Dieser Straßenname ist in den Adressbüchern seit 1928 bis 1943 als eine Querstraße der Seebadstraße vermerkt und als unbebaut geführt. Die Trasse des Schwarzen Wegs entspricht im nördlichen Teil der projektierten, aber nicht ausgeführten Straße 50 und führte über das Schulgelände (Grundschule am Fließtal). Ein unbenannter Weg ist weiterhin in diesem Verlauf vorhanden, er führt südlich der Seebadstraße 1 am Rande der Dorfaue, westwärts von Alt-Hermsdorf 27–30, und zwischen Alt-Hermsdorf 11 und 12 hindurch (Ecke Gehweg zur Lotosstraße) zum Barnimer Dörferweg und der (unbenannten) Brücke über das Tegeler Fließ. Er schließt zum Wolfacher Pfad in Waidmannslust an. |
| Schulenburgstraße     | → Silvesterweg                     | vor 1908  | 4. Aug. 1930  | Rudolf Wilhelm Graf von der Schulenburg (1860–1930), 1902 Oberpräsidialrat in Potsdam, 1903 Regierungspräsident von Potsdam                                 | Eine Straße gleichen Namens gibt es in Reinickendorf-West. |
| Steinmetzstraße       | → Heidenheimer Straße              | vor 1907  | 4. Apr. 1961  | Karl Friedrich von Steinmetz (1796–1877), preußischer Generalfeldmarschall                                                                                  | Mehrfacher Straßenname in Berlin (1930 fünfmal) |
| Stolper Straße        | → Falkentaler Steig                | vor 1907  | 18. Okt. 1937 | Stolpe, vorher Landgemeinde nördlich von Hermsdorf, seit Ende der 1990er Jahre Ortsteil der Stadt Hohen Neuendorf, Brandenburg                              | Die Stolper Straße war der nördliche Abschnitt des Falkentaler Steigs, damals zwischen Albrechtstraße und Forst Tegel geführt. Die Stolper Straße existierte namentlich schon vor 1907, sie wurde nach der Richtung zum nördlichen Nachbarort Stolpe (nördlich durch Frohnau) benannt. Im Adressbuch 1922 ist sie an der Nordseite auf 15 Grundstücken mit fünf Ein- und Zweiparteienhäusern zwischen Albrecht- und Frohnauer Straße ausgewiesen, die südliche Straßenseite ist noch unbebaut. |
| Tegeler Weg           | → Tegeler Straße                   | vor 1908  | um 1929       | Tegel, westlicher Nachbarort von Hermsdorf, seit 2001 Ortsteil des Bezirks Reinickendorf                                                                    | Er ist auf einer Karte von 1908 bereits namentlich angegeben und wurde zwischen 1928 und 1929 zur Straße „erhoben“. |
| Theodor-Körner-Straße | → Schramberger Straße              | vor 1925  | 4. Apr. 1961  | Theodor Körner (Schriftsteller) (1791–1813), Schriftsteller                                                                                                 | 1943 ist die Straße bis auf die unbebauten Grundstücke 1 (Ecke Martin-Luther-Straße) und 2 (Ecke Freiherr-vom-Stein-Straße) zur Steinmetzstraße mit Einfamilienhäusern bebaut. Theodor-Körner-Straße 13/15 gehört zu Steinmetzstraße 39/41 und rechte Seite Nr. 16 gehört zu Steinmetzstraße 87. |
| Treskowstraße         | → Oggenhauser Straße               | vor 1908  | 4. Apr. 1961  | Carl von Treskow (1787–1846), preußischer Landwirtschaftsreformer und Gutsbesitzer                                                                          | Der Straßenname bestand in Berlin 13 Mal und auch im Nachbarortsteil Tegel. |
| Veltener Straße       | → Frankendorfer Steig              | nach 1922 | 24. Aug. 1936 | Velten, Stadt nördlich von Berlin (und vom Ortsteil), Landkreis Oberhavel in Brandenburg                                                                    | 1930 ist die Straße nur auf einem Grundstück bebaut. |
| Wachsmuthstraße       | aufgehoben                         | vor 1908  | vor 1935      | Wachsmuth; † vor 1812 in Hermsdorf, Gutsbesitzer und Amtmann                                                                                                | Die ursprüngliche Wachsmuthstraße verlief von Forst- über Hillmann- zur Fichtestraße, sie war 1927 und noch 1930 unbebaut. Zwischen 1932 und 1935 wurde sie eingezogen. 1961 wurde der Straßenname wieder aufgenommen und ersetzt die Bahnhofstraße. |
| Waldseestraße         | → Hermsdorfer Damm → Waldseeweg    | vor 1908  | 11. März 1937 | führte zum Waldsee in Hermsdorf | Im Jahr 1908 ist sie namentlich angegeben, 1937 wurde der östliche Abschnitt in Fortsetzung der Neuen Bismarckstraße in den Hermsdorfer Damm einbezogen, der Abschnitt von da nach Südwest zum Waldsee„weg“ zurückgestuft. |
| Waldstraße            | → Schramberger Straße              | vor 1902  | 4. Apr. 1961  | Die Straße führte über die in südwestlicher Richtung fortsetzende Forststraße in den Tegeler Forst.                                                         | Sie ist im Adressbuch von 1902 bereits verzeichnet. Durch die Bildung von Groß-Berlin gab es 1930 19 gleichnamige Straßen, insbesondere auch in Reinickendorf-West. |
| Weissbachstraße       | → Bertramstraße                    | vor 1902  | 10. Juli 1933 | Valentin Weissbach (1843–1899), Bankier und Stadtverordneter                                                                                                | Weissbach war Vorsitzender des 1888 gegründeten „Vereins zur Verbesserung der kleinen Wohnungen“ in Berlin, der zwischen 1899 und 1905 im Sinne des Reformbauprogramms wirkte, dafür kaufte er das um 1890 unbebaute Gelände an der nach ihm benannten Straße zur Bebauung auf. Die Straße wurde in die Bertramstraße bei deren Benennung einbezogen. |
| Werderstraße          | → Schramberger Straße              | vor 1907  | 4. Apr. 1961  | Werder, Insel oder Erhebung in einem Fluss oder Feuchtgebiet                                                                                                | Die Straße ist im Adressbuch von 1902 bereits verzeichnet. Die in der Berliner Umgebung häufige Landschaftsform war in zehn Ortsteilen Anlass für Straßennamen, weshalb wohl die Umbenennung erfolgte |
| Wickhofstraße         | entfallen                          | vor 1908  | 25. Juni 1936 | Wickhof, historischer Ortsteil an dieser Stelle | Die Straße ist auf einer Karte von 1908 (damals Wiekhofstraße geschrieben) zwischen Ulmen- und Lindenstraße eingezeichnet und war bis 1930 noch unbebaut. Sie entfiel nach einer Amtsblatt-Mitteilung vom 25. Juni 1936, weil der Bebauungsplan geändert wurde. Am 24. August 1936 wurde dann die Lindenstraße in Wickhofstraße umbenannt. |
| Wynsstraße            | → Mühlenfeldstraße                 | vor 1912  | 1922          | Wyns (Wins), reiche Bürgerfamilie in Berlin und Cölln, Besitzer von Gütern                                                                                  | Die Wynsstraße ist um 1912 namentlich eingezeichnet zwischen Forst- und Jagowstraße in der Trasse der heutigen Mühlenfeldstraße, die vor 1922 verlängert wurde. 1922 ist die Straße als unbebaut im Adressbuch enthalten. |

## Grünflächen in Hermsdorf

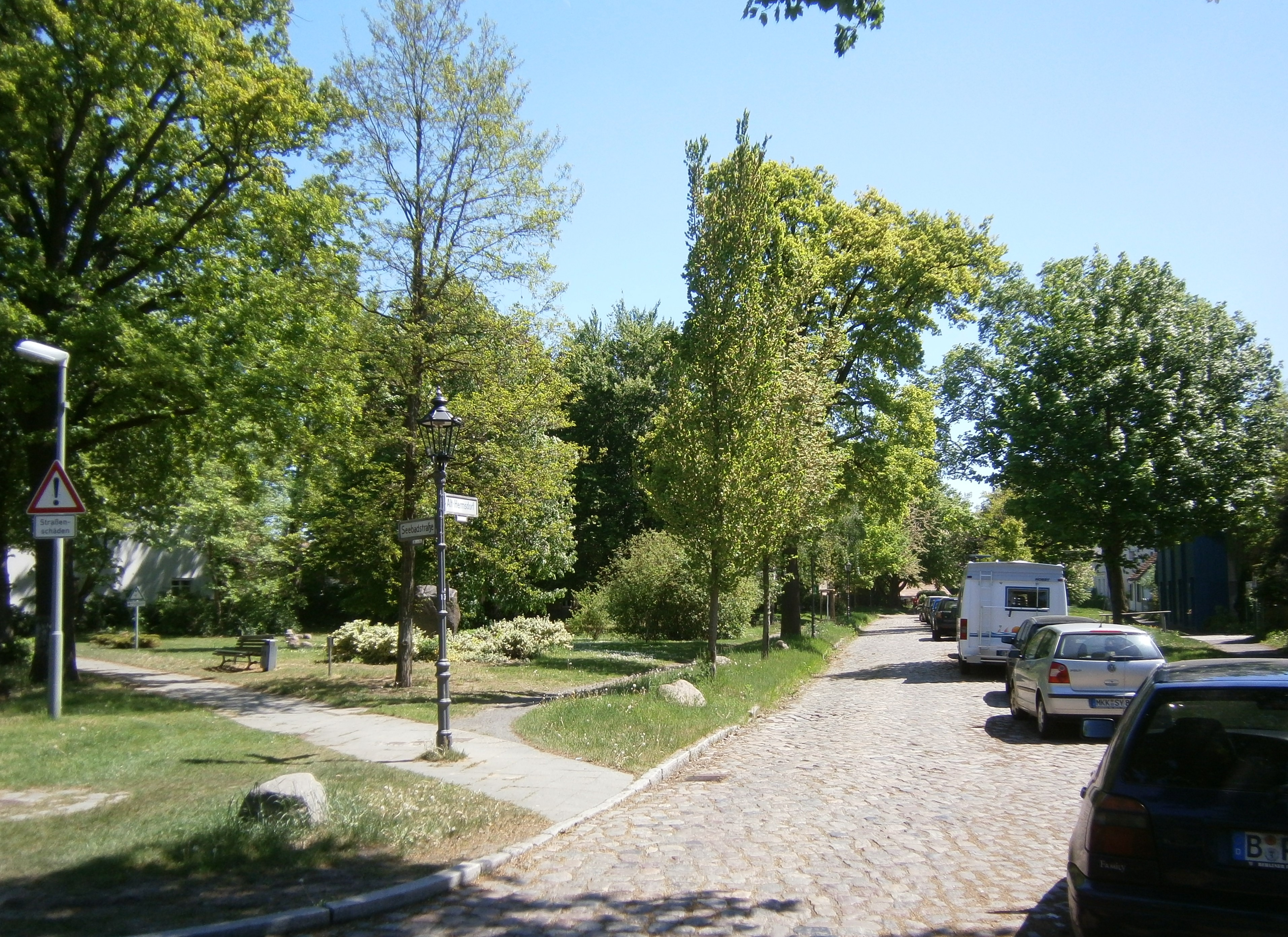
Dorfaue Hermsdorf zwischen Alt-Hermsdorf und Seebadstraße

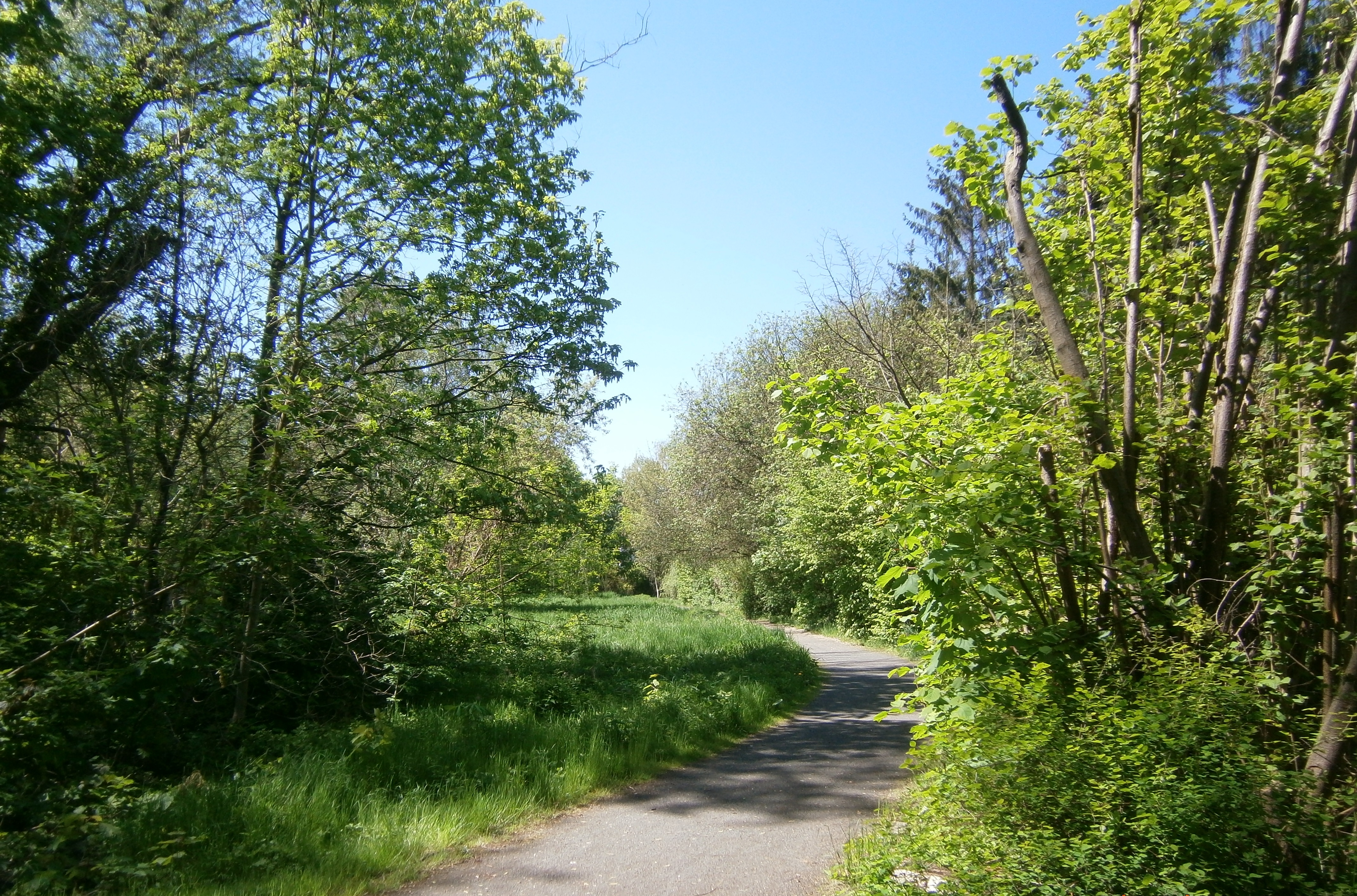
Barnimer Dörferweg in Hermsdorf, nördlich vom Tegeler Fließ im LSG Fließtal

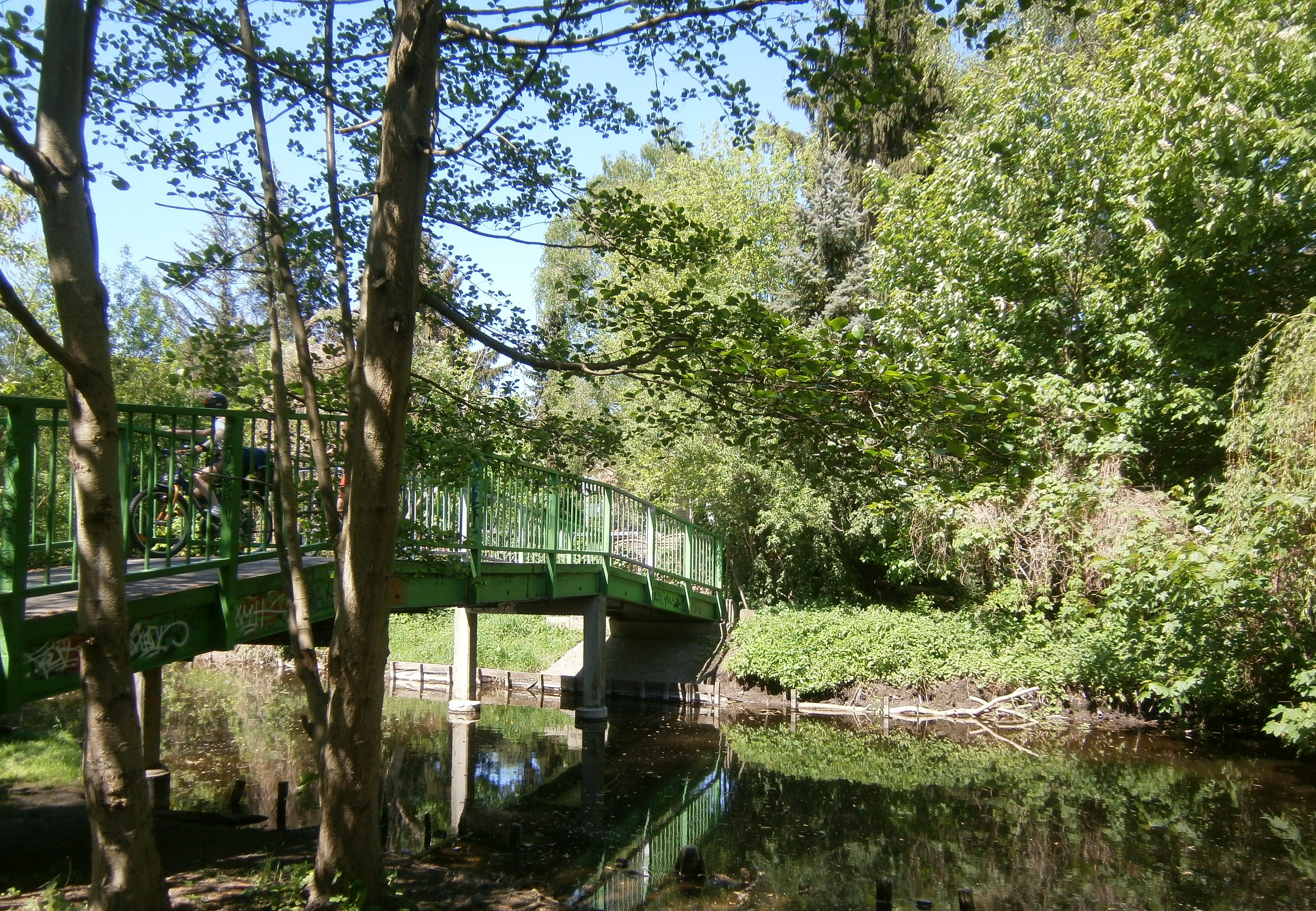
Brücke für den Barnimer Dörferweg zwischen Hermsdorf und Waidmannslust über das Tegeler Fließ

- Waldseepark (RBS 07848, Lage) ist eine Grünanlage um den Waldsee. Er liegt zwischen Parkstraße, Hermsdorfer Damm, Am Waldpark und Solquellstraße, Zufluss ist der Marthagraben aus dem LSG um den „Großen Torfstich“ (Alter Hermsdorfer See[3]) und der Abfluss der Ceciliengraben der als sichtbarer Kanal an der B 96 endet. Der Park wurde zunächst als „Lessing-Park“ angelegt, benannt nach dem damaligen Besitzer des Gutes Hermsdorf Leopold Lessing (1832/1833–1900). Lessing übernahm 1836 das Gut Hermsdorf und die Ziegelei, er eröffnete eine zweite Ziegelei. In der Bahnhofstraße (heute Wachsmuthstraße) erbaute er erste Häuser und nahm wesentlichen Anteil an der Entwicklung von Hermsdorf. Durch den Anschluss an die Bahnlinie wurde Hermsdorf von Sommergästen genutzt. Für Lessings Absicht aus Hermsdorf ein Kurbad zu gestalten ließ er 1889 die Solquelle für ein Kneipp-Solbad erbohren. Diese Bohrung war erfolgreich, jedoch versiegte sie gegen 2008. Lessing war Jude und der „Lessing-Park“ wurde während der NS-Zeit ideologisch neutral in Waldseepark umbenannt.
- Ostrand des Tegeler Forsts (Lage) mit dem Forstamt Tegel Revierförsterei Hermsdorf (RBS 09367, Lage). Am westlichen Ortsteilsrand zwischen der Ortsteilgrenze zu Frohnau (Falkentaler Steig) und dem Tegeler Fließ (südlich vom Hermsdorfer Damm) gehört ein im Mittel 200 bis 300 Meter breiter Streifen am Tegeler Forst zum Ortsteil. Durch den Forst verläuft die westliche Ortsteilsgrenze zu Tegel. Einige Straßen setzen sich nach Westen als Waldwege fort: Glambecker Weg (südlicher Abschnitt), Am Dominicusteich, Kneippstraße, Friedrichsthaler Weg, Am Buchenberg, Am Waldidyll/Zieselweg, Ehrenpfortensteig, Schulzendorfer Straße (als Schulzendorfer Weg nach Schulzendorf), Waldfriedenstraße. Um Siedlungsraum für Hermsdorf zu schaffen, wurde 1935 die Ortsteilgrenze innerhalb des Verwaltungsbezirks Reinickendorf nach Westen verschoben.
- LSG Tegeler Fließtal[43][16] (Lage): an der südlichen Ortsteilgrenze zu Tegel und Waidmannslust am Tegeler Fließ entlang liegt im Ortsteil der nördliche Anteil des Landschaftsschutzgebietes. Das gesamte LSG-10 „Tegeler Fließ“ mit 254,91 Hektar wurde 1990 festgesetzt.
- Dorfaue Hermsdorf (RBS 08183, Lage) und Hermsdorfer See (Lage): Das Südufer des Sees und des Tegeler Fließes sind östlich der B bis zur Stadtgrenze die Ortsteilgrenze zu Waidmannslust und Frohnau. Einige Grünflächen liegen nördlich im Ortsteil.
- LSG am Großen Torfstich (RBS 8178, Lage, Teil des LSG Fließtal[16]): Im Osten des Ortsteils zwischen Alt-Hermsdorf bis zur Stadtgrenze liegt ein Landschaftsschutzgebiet, das sich im Osten um das Tegeler Fließ nach Glienicke/Nordbahn und Mühlenbecker Land in Brandenburg, nördlich der Stadtgrenze und im Ortsteil Frohnau noch fortsetzt. Das hiesige Gebiet liegt am feuchten Gebiet um den ehemaligen Großen See (Alter Hermsdorfer See[3])[44].
- Grüner Hauptweg Nr. 13 (Barnimer Dörferweg): Zwischen Egidysteig und dem Steg südlich von Alt-Hermsdorf liegt dieser Erholungs- und Wanderweg[45] auf der Hermsdorfer Seite des Tegeler Fließes.[16] Der Weg liegt in seiner Gesamtlänge zwischen den Dorfkernen des Berliner Barnims von Tegel, Hermsdorf, Lübars, Blankenfelde, Karow und Ahrensfelde.[35]